# Trojicko-sergijevská lávra

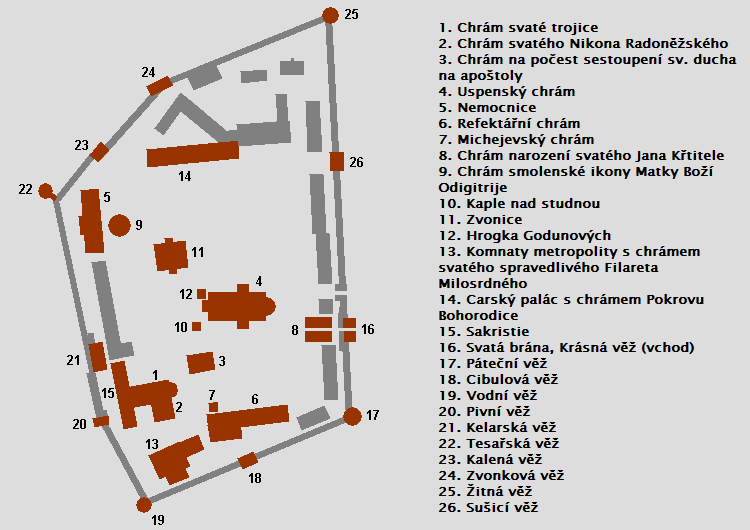
Plánek kláštera

Trojicko-sergijevská lávra (rusky Тро́ице-Се́ргиева ла́вра, v církevní literatuře též Свято-Тро́ицкая Се́ргиева ла́вра) je největší a nejdůležitější ruský pravoslavný monastýr (lávra) a duchovní centrum Ruské pravoslavné církve. Nachází se ve městě Sergijev Posad, asi 78 km severovýchodně od Moskvy. Má stavropigiální status, tzn. podléhá přímo moskevskému patriarchovi. Je to největší středisko výukové a vydavatelské činnosti Ruské pravoslavné církve. Jsou zde uloženy relikvie zakladatele kláštera, svatého Sergeje Radoněžského.

## Historie

### Prvopočátky
Za zakladatele kláštera je považován svatý (přepodobný) Sergej Radoněžský. Ten se roku 1337, tehdy ještě nosil světské jméno Bartoloměj, spolu se svým bratrem Štefanem, mnichem nedalekého choťkovského kláštera, usadil na vrcholku Makovec, 10 verst od Choťkova. Rok 1337 je tak považován za datum založení Trojicko-sergijevského kláštera. Bratři záhy postavili nevelký dřevěný chrám zasvěcený Svaté Trojici (byl vysvěcen 1340). Když Štefan odešel do kláštera Zjevení Páně v Moskvě, svatý Sergej zůstal několik let sám. Potom se však okolo jeho cely začali usazovat další mniši a začala tak vznikat klášterní komunita. Území kláštera bylo rozděleno na tři části – ubytovací, společenskou a obrannou. Uprostřed kláštera se nacházel nový dřevěný chrám Svaté Trojice a jídelna, ze čtyř stran obklopené klášterními celami. Za jídelnou se nacházely zahrady a zázemí kláštera. Celý klášter byl obehnán dřevěnou hradbou. Představeným kláštera byl mnich Mitrofan, po jeho smrti se jím stal svatý Sergej Radoněžský.
Záhy se stal Trojický klášter duchovním centrem ruských zemí, podporovaný moskevskými knížaty. Právě zde roku 1380 přepodobný Sergej požehnal vojsku knížete Dmitrije Donského, který se chystal na boj s vojsky Zlaté hordy na Kulikově poli. Do boje se zapojili v rozporu s pravidly pravoslavného mnišství (a se souhlasem svatého Sergeje) také mniši-bohatýři Alexandr Peresvet a Rodion Osljaba. Roku 1392 svatý Sergej skonal a byl pohřben v chrámu Svaté Trojice, ještě před tím stačil ustanovit svého učedníka Nikona Radoněžského představeným kláštera.

### 15. – 16. století
Roku 1408 byl klášter vypleněn a vypálen tatarským chánem Jedigejem, nicméně dalších 200 let historie kláštera bylo zcela klidných. Stavěly se nové a nové budovy, klášter se rozvíjel a stal se jednou z hlavních ruských svatyní. Po dobu několika století byl kulturním a náboženským centrem ruského státu. Vznikaly zde kroniky, přepisovaly se rukopisy, malovaly ikony. V 15. století zde vznikla legenda Život přepodobného Sergeje Radoněžského, jedna z nejvýznamnějších památek staroruské literatury, ceněný historický dokument.

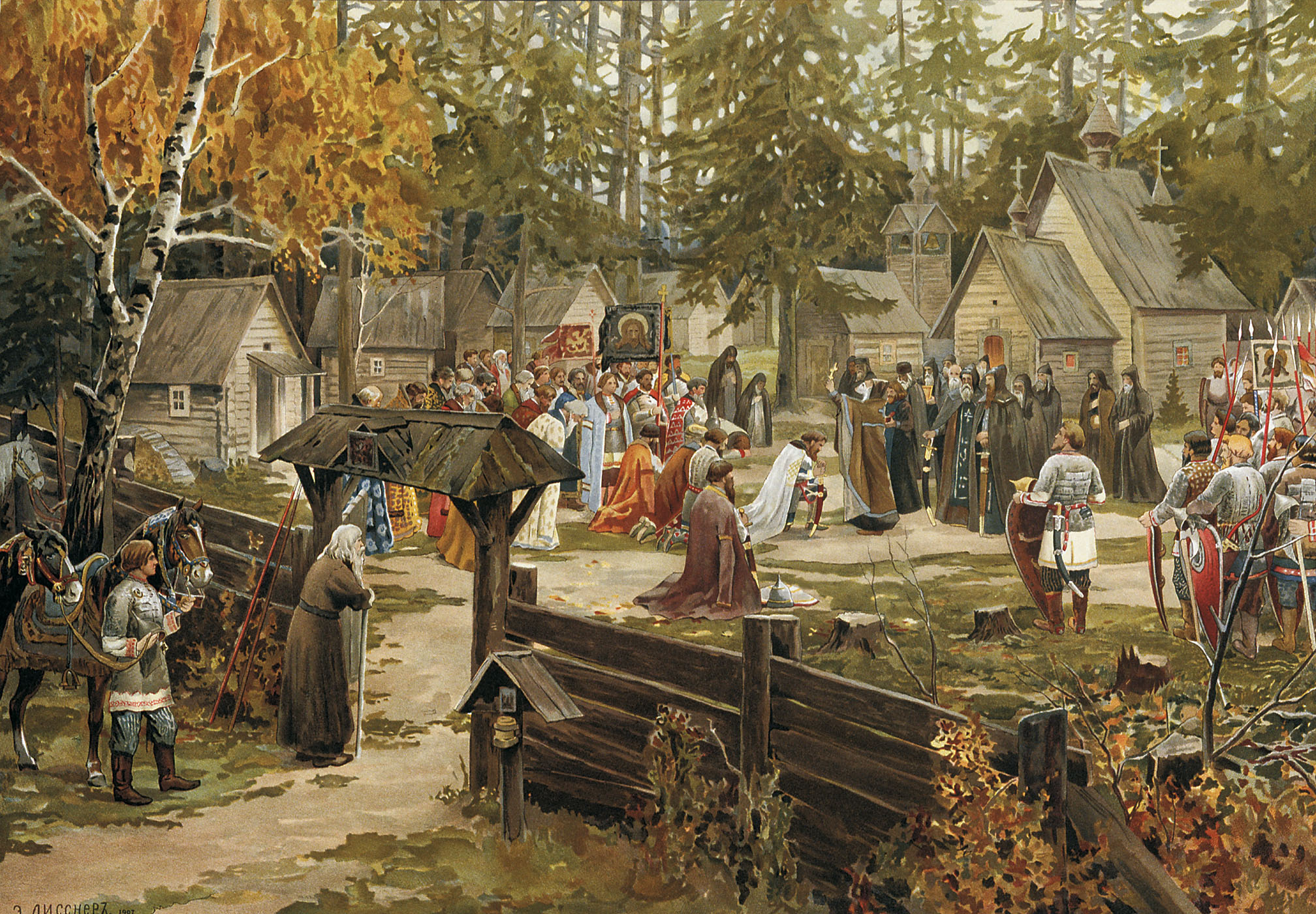
Klášter v dobách sv. Sergeje v podání malíře Ernsta Lissnera (1907)

V roce 1422 byla na místě původního dřevěného kostelíka (který byl přesunut) zbudována první kamenná stavba kláštera – chrám Svaté Trojice, do kterého byly uloženy ostatky svatého Sergeje. Na výzdobě chrámu se podíleli znamenití malíři jako Andrej Rublev či Daniil Čornyj, pro ikonostas vznikla jedna z nejznámějších ikon vůbec, ikona Nejsvětější Trojice. Moskevská knížata měla místní chrám Svaté Trojice v úctě: zde se konaly modlitby před válečnými výpravami a po jejich úspěšném zakončení (např. Vasilij III. před pochodem na Pskov roku 1510, Ivan Hrozný zde nechal konat bohoslužbu na počest dobytí Kazaně roku 1552), políbením kříže se stvrzovaly smlouvy, křtili se zde následníci trůnu.
V době občanské války vyvolané spory o nástupnictví na trůn uzavřeli v klášteře roku 1442 příměří Vasilij II. se svým bratrancem Dimitrijem Šemjakou. Nicméně dva roky poté Dimitrij porušil přísahu a jeho lidé přepadli Vasilije II., když se modlil u hrobu svatého Sergeje, odvlekli jej do Moskvy a oslepili. Duchovenstvo kláštera odsoudilo počínání Dimitrije Šemjakova, čímž si vysloužilo přízeň později osvobozeného Vasilije II.

Roku 1530 byl v klášteře pokřtěn Ivan IV. Hrozný, budoucí první ruský car. Roku 1547 se mladý car po velkolepých oslavách své svatby vydal pěšky do Trojického kláštera, kde pobyl jeden týden na každodenních modlitbách u hrobu svatého Sergeje. Car měl ke klášteru blízký vztah, často zde modlitbami děkoval za velká vítězství ruských vojsk, během svého života věnoval na rozvoj kláštera více než 25 tisíc rublů. Za jeho vlády došlo také k výstavbě bílých kamenných hradeb okolo kláštera, které dosáhly délky okolo 1,5 km. Z Trojického kláštera se tak stala velká pevnost.

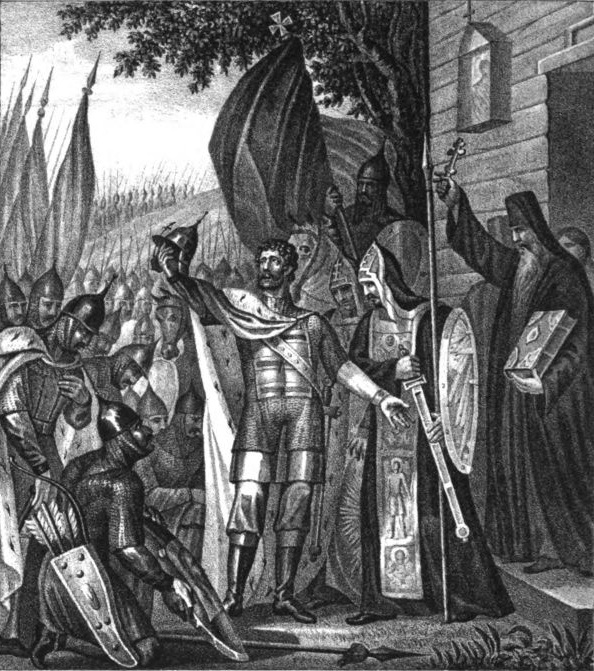
Sv. Sergej dává požehnání (žehnacím křížem) knížeti Dmitriji Donskému před bitvou na Kulikově poli (rytina, Boris Čornikov, 19. století)

Na konci 16. století se stal největším klášterem v Rusku. Do jeho majetku spadalo 2780 vesnic, panoval zde čilý obchodní ruch, obchodní lodi kláštera obchodovaly i se zahraničím.

### 17. – počátek 18. století
V období smuty přestál Trojický klášter 16měsíční obléhání polsko-litevskými interventy. Polsko-litevská vojska přitáhla roku 1608, klášter ostřelovala z 63 děl a mnohokráte se pokusila o útok. Na konci roku 1609 vypukla v klášteře epidemie kurdějí, které podlehlo více než 2 tisíce lidí. Všechny mrtvé ukládali v Uspeňském chrámu. Na konci zimy zbylo v klášteře méně než 200 lidí schopných bránit klášter se zbraní v ruce. Přes všechny těžkosti však monastýr kladl vytrvalý odpor, podle slov samotných Poláků byl vyzbrojen „lidmi, železem a odvahou“. Velké ztráty nicméně utrpěli při četných útocích i samotní Poláci. Dobyvatelé se pokusili také do kláštera podkopat, obránci to však zjistili a u předpokládaného ústí podkopu vybudovali narychlo ještě jednu zeď. Když začali z podkopu vylézat dobyvatelé, obránci jej úspěšně odpálili. 22. ledna 1610 byl klášter zachráněn ruským vojskem pod vedením Michajla Skopina-Šujského. Samotná stavba byla během obléhání značně poškozena.

Po osvobození byl nicméně klášter rychle opraven, jeho silně poškozené zdi byly nejenom obnoveny, ale i výrazně zvýšeny a zpevněny, čímž získaly dnešní vzhled. Intenzivně probíhala i stavba zcela nových budov v areálu. Rychlá obnova byla možná i díky bohatým darům, kterým se klášteru dostalo jakožto symbolu statečnosti ruského národa.

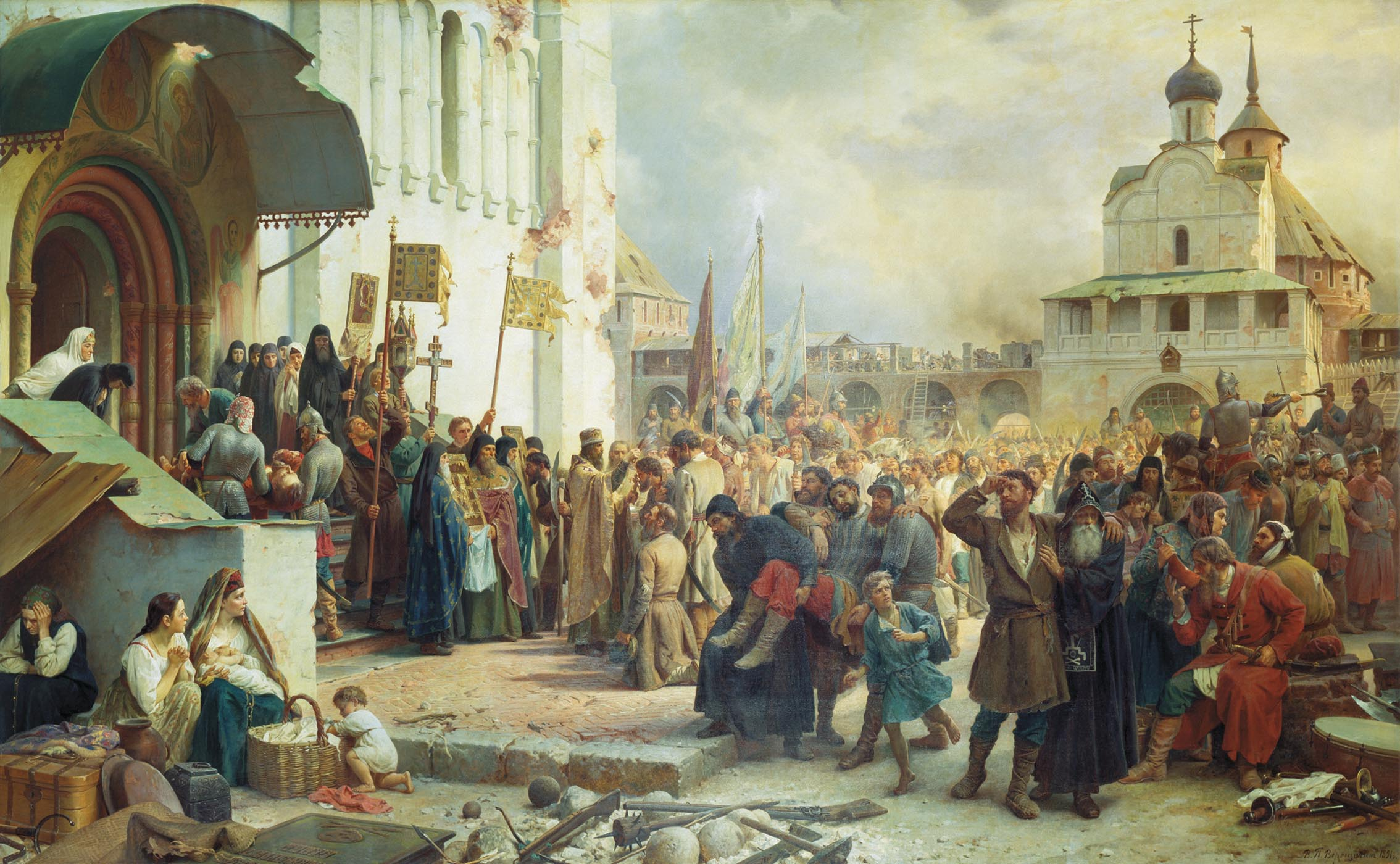
Obléhání Trojicko-sergijevské lávry (Vasilij Vjereščagin, 1891)

Naposledy viděl klášter pod svými hradbami nepřítele roku 1618, když tudy pochodoval na Moskvu polský král Vladislav IV. Vasa.
Nastalo období rozkvětu kláštera. Počet vesnic, náležejících klášteru, dosáhl 16 800, čímž měl klášter více vesnic než car či patriarcha. Vlastní klášterní cihelny zajišťovaly hladký průběh stavebních prací. V rybnících okolo kláštera chovali mniši ryby, na březích zakládali ovocné sady a stavěli větrné mlýny.
Během povstání střeleckých pluků se v klášteře ukrývala carevna Žofie Alexejevna s careviči Ivanem a Petrem. V roce 1689 se zde ukrýval z Moskvy uprchlý Petr I. Veliký.
Na začátku 18. století rozvoj kláštera ustrnul. Rusko vstoupilo do severní války (Petr I. si vzal na vojenské potřeby z klášterní pokladny 400 tisíc rublů), navíc se začalo stavět nové hlavní město Ruska Petrohrad, kvůli čemuž zakázal car výstavbu jakýchkoli kamenných budov v Rusku mimo Petrohradu. V klášteře nicméně proběhly roku 1708 stavební práce v souvislosti s obavami z vpádu Švédů, byly vyhloubeny příkopy a k branám postaveny mosty.

### 18. – 19. století, období rozkvětu

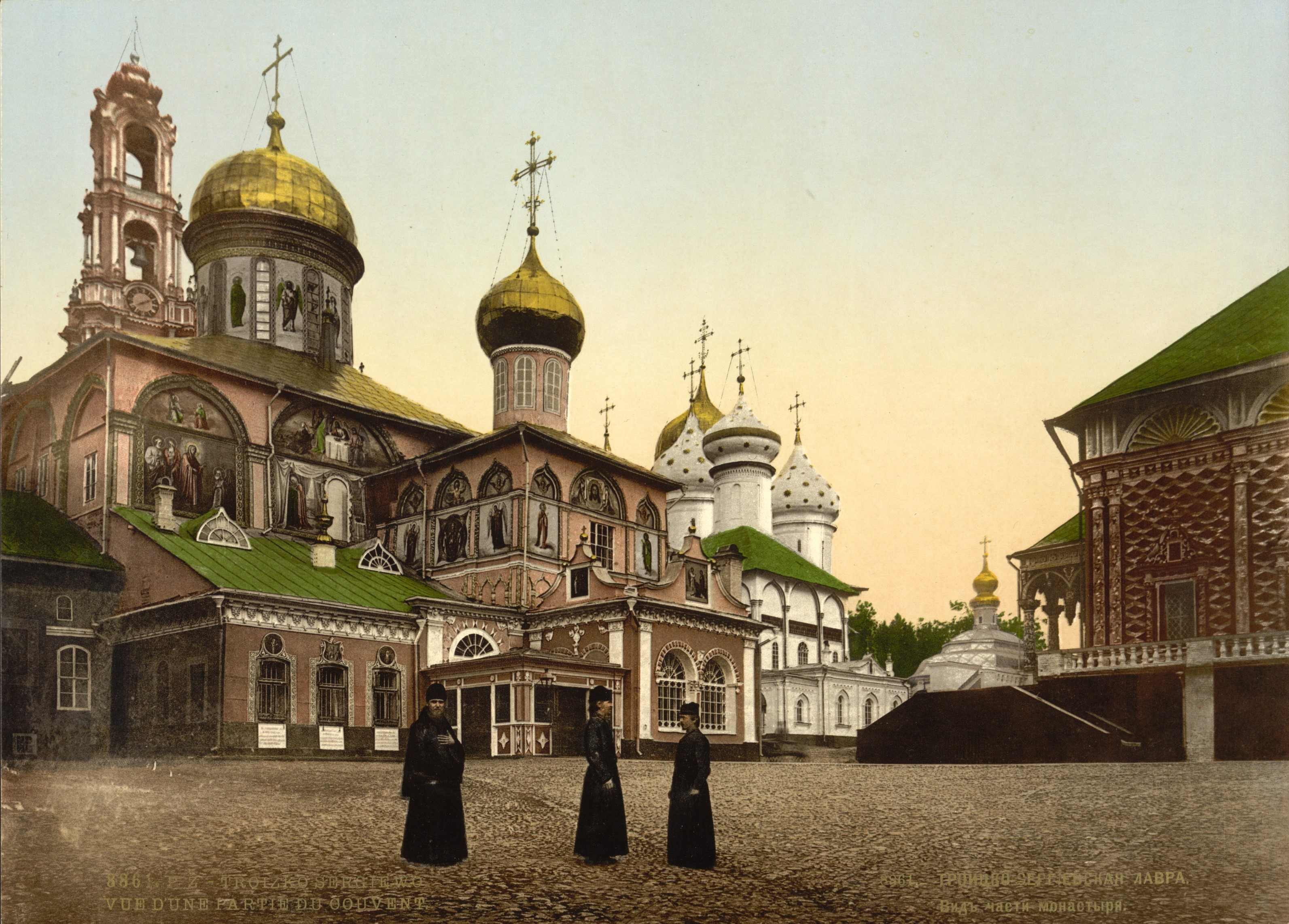
Kolorovaná fotografie kláštera z konce 19. století

Nové období rozkvětu kláštera přišlo s nástupem carevny Alžběty I. Petrovny na ruský trůn. Roku 1742 zde byla z nařízení carevny otevřena duchovní akademie (později, roku 1814 sem byla přesunuta z Moskvy Moskevská duchovní akademie, jedna z největších teologických škol Ruska). S tím souvisela i výstavba dalších objektů, zajišťujících potřeby osazenstva akademie: nemocnice, jídelny, ruské sauny a knihovny. Roku 1744 dostal Trojicko-sergijevský klášter čestný titul lávry; bylo stvrzeno, že hlavou kláštera je moskevský metropolita.
Během panování Alžběty I. Petrovny došlo k velkému stavebnímu rozmachu. Samotná carevna si nechala postavit za branami kláštera zámeček. Došlo k realizaci velkolepého plánu přestavby monastýru, na jehož projektování se podílel i věhlasný architekt Ivan Fjodorovič Mičurin. Zvonice kláštera byl jeho poslední projekt, který dokončil jeho žák Dmitrij Vasiljevič Uchtomskij. Pro zvonici byl roku 1748 odlit zvon Car-kolokol (neplést s moskevským Carem-kolokolem) o hmotnosti 64 tun. Tento zvon byl roku 1930 zničen a roku 2004 nahrazen novým o hmotnosti 72 tun. Dodnes (2016) se jedná o největší funkční zvon se srdcem na světě.
V 18.–19. století patřil klášter k jednomu z největších vlastníků půdy v Rusku, před konfiskací církevních pozemků roku 1763 přináleželo klášteru více než 100 tisíc nevolníků. Díky čilému obchodování s obilninami, solí či předměty denní potřeby bohatství kláštera stále rostlo. Klášter si tak například mohl dovolit věnovat v období napoleonských válek armádě okolo 70 tisíc rublů.
Na začátku 20. století ke klášteru patřila tiskárna (tiskla se zde např. díla teologů Pavla Florenského či Klimenta Ochridského), dva hotely ve městě, dílny (výroba hraček, svícnů, křížů atd., dřevořezbářská dílna), obchody, stáje. U zdí kláštera se čile obchodovalo, v blízkosti kláštera vyrůstala obchodní střediska a hotely. V 10. letech 20. století žilo v klášteře více než 400 mnichů. K Trojicko-sergijevské lávře přináleželo několik dalších klášterů.
V klášterní knihovně byla uložena řada historických dokumentů a ruských kronik či vzácných rukopisů z 15.–17. století. Celkem v roce 1908 knihovna evidovala okolo 10 tisíc knih.

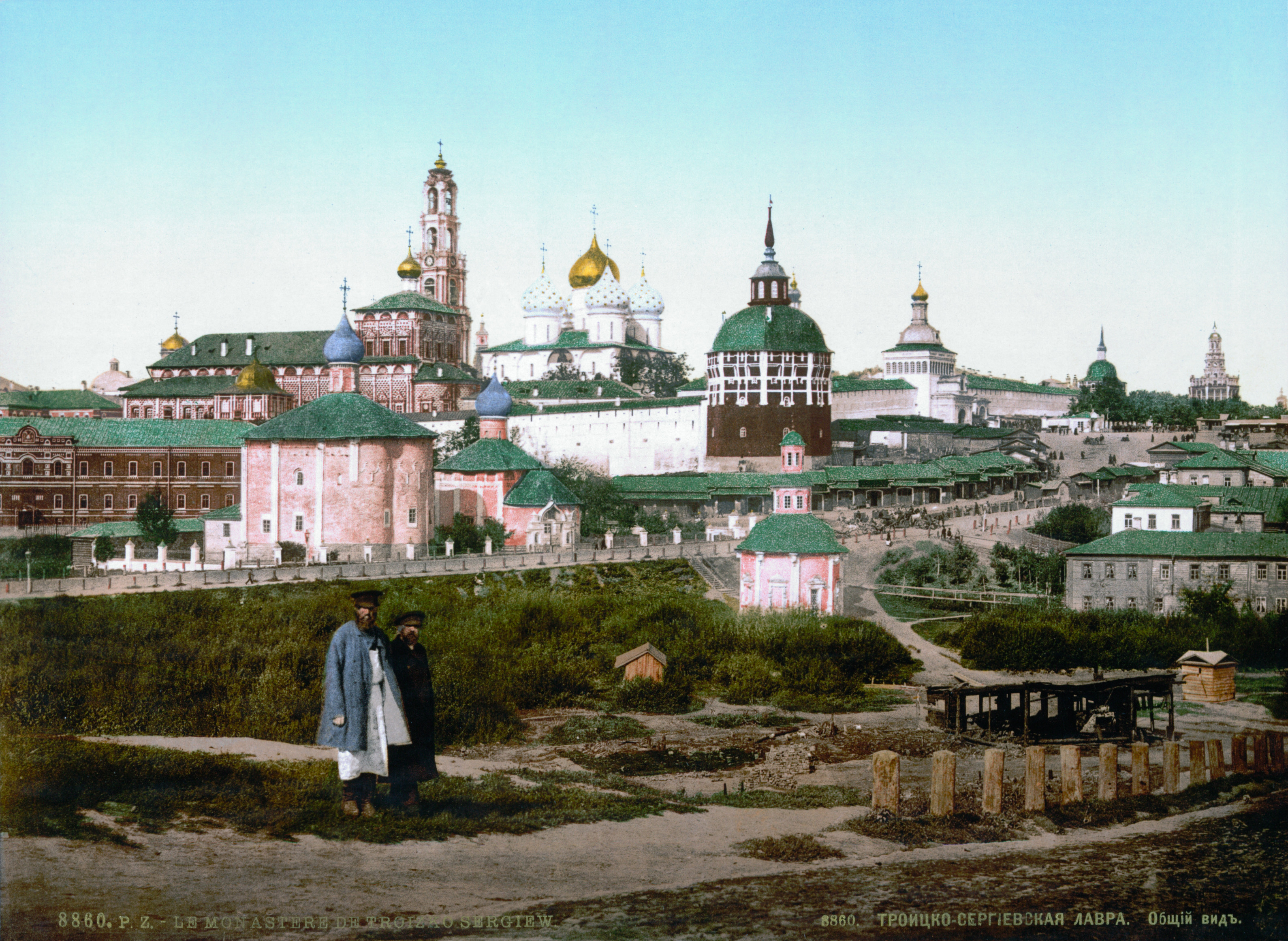
Kolorovaná fotografie kláštera z konce 19. století

### 20. století
Na samém začátku 20. století pokračovala na území kláštera výstavba, vyrůstaly nové cely, hospodářské budovy a obchody, klášterní tiskárna byla založena roku 1905.
Po roce 1918 začalo monastýru těžké období. Klášter se nacházel na území kontrolovaném bolševiky, byl proto právně přeměněn na výrobní družstvo, ačkoli život mnichů šel ještě chvíli ve starých kolejích. Roku 1919 potom byli mniši přesídleni do pustevny, nacházející se asi 3 km od kláštera. 10. listopadu 1919 učinil výkonný výbor Sergijevského újezdu rozhodnutí o uzavření kláštera z důvodu nedostatku budov pro nemocnice, školy a dětská zařízení. V březnu 1919 byla uzavřena Moskevská duchovní akademie a její budovy byly předány elektrotechnickému učilišti. Ačkoli patriarcha Tichon poslal poselstvo s prosbou o povolení znovu otevřít klášter k samotnému Leninovi, 20. dubna 1920 vydala Rada lidových komisařů RSFR usnesení „O přenesení historicko-uměleckých cennosti Trojicko-sergijevské lávry do muzea“. Trojický chrám byl okamžitě uzavřen a bratři byli vysídleni. Poslední bohoslužba v Trojickém chrámu proběhla 31. května 1920. V témže roce bylo v klášteře založeno historicko-architektonické muzeum. Roku 1929 byly zrušeny poslední cely poblíž kláštera a většina zvonů byla roztavena (ušetřili pouze zvon Labuť z roku 1593 a nejstarší „nikonovský“ zvon z roku 1420). Do roku 1953 v areálu kláštera fungoval Zagorský učitelský ústav.

### Obnovení kláštera
Na konci 30. let byly některé klášterní památky částečně přestavěny a přizpůsobeny hospodářskému či bytovému užívání.

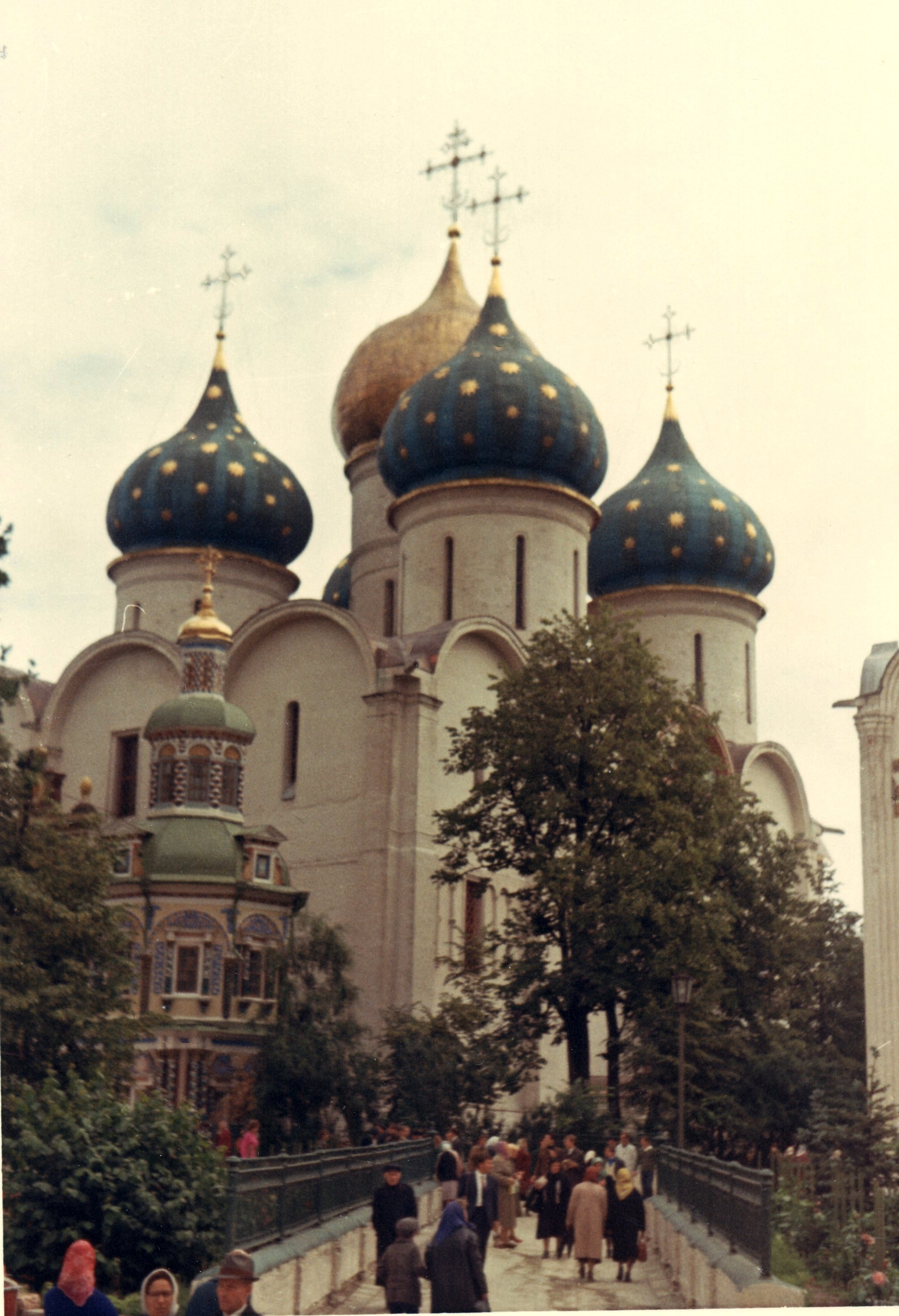
Chrám Zesnutí přesvaté Bohorodice v roce 1968

V letech 1938–40 byl vypracován projekt rekonstrukce klášterních objektů a přeměny kláštera na muzeum (týkal se pouze objektů za klášterní zdí). S restaurátorskými pracemi se začalo roku 1940. Kvůli nedostatku restaurátorů zde bylo roku 1945 otevřeno specializované restaurátorské učiliště. Cílem restaurátorských prací nebylo vrátit budovy do stavu v nějakém konkrétním roce, ale uvést jednotlivé budovy do stavu v období jejich největšího rozkvětu a prezentovat tak klášter jako doklad syntézy nejrůznějších uměleckých stylů.
Restaurátorské práce byly provedeny i přes všechny těžkosti válečných a poválečných let. Podařilo se tak zachránit mnohé stavby v havarijním stavu. Ve své době se jednalo o největší restaurátorský projekt v SSSR. Okolo stěn kláštera byla vyhlášena třicetimetrová ochranná zóna, ve které platil zákaz jakékoli výstavby.
Hlavní restaurátorské práce byly hotovy roku 1970, restaurace však probíhala ještě několik let poté.
Roku 1993 byl klášter zapsán na seznam objektů světového kulturního dědictví UNESCO.
V 90. letech a na počátku 21. století byla řadě budov vrácena původní barva fasády, byly opraveny krovy chrámů a restaurovány malby. Generální rekonstrukcí prošla zvonice.
Mniši se do kláštera vrátili na začátku roku 1946 v souvislosti s uvolněním protináboženské politiky SSSR po vyhrané válce. Téhož roku se také do kláštera vrátily ostatky sv. Sergeje. Představeným kláštera se stal patriarcha Alexej I. a klášter byl hlavním sídlem ruských patriarchů až do roku 1983, kdy přesídlili do Danilova kláštera v Moskvě. V letech 1956-58 byly všechny budovy monastýru předány do užívání církve, ačkoli kvůli tomu muselo být vysídleno 1150 lidí, kteří byli v klášterních budovách ubytováni.
V současné době (2016) žije v klášteře okolo 200 mnichů.

## Stavby v areálu kláštera
Objekty Trojicko-sergijevské lávry byly vystavěny předními ruskými staviteli v 15. – 19. století. V areálu se nachází více než 50 staveb různých účelů, z toho 10 chrámů. Celý tento komplex je pod ochranou UNESCO. V následující tabulce je přehled některých významných staveb nacházejících se v hradbách monastýru. Mimo jeho pevné zdi se nacházejí další historické objekty související s klášterem: historické hotely, tržiště, nemocnice, kaple, kostely, pustevny či obchodní centrum.
| Název | Český název                                                                                           | Postaveno          | Obrázek | Poznámky |
| --- | --- | ------------------ | ------- | --- |
| Свято-Троицкий собор                                                                                             | Chrám svaté trojice                                                                                   | 1422–1423          |         | Nejstarší stavba kláštera, postavená z kvádříkového zdiva na místě stejnojmenného dřevěného kostelíka. Na výzdobě ikonostasu pracovali přední ruští malíři ikon 15. století, Andrej Rublev a Daniil Čornyj. Rublev právě pro tento chrám vytvořil světoznámou ikonu Nejsvětější Trojice (originál dnes k vidění v Treťakovské galerii v Moskvě, v chrámu je umístěna pouze kopie). Návštěvníci mohou vidět 40 ikon dochovaných z dob výstavby chrámu i jiné cenné malby pozdějších století. Uloženy jsou zde také ostatky svatého Sergeje Radoněžského, zakladatele kláštera. |
| Церковь в честь Сошествия Святого Духа на апостолов                                                              | Chrám na počest sestoupení svatého ducha na apoštoly                                                  | 1476–1477          |         | Druhý nejstarší chrám kláštera. Podle svědectví moskevských kronikářů byl zhotoven staviteli z Pskova. Výmalba chrámu pochází z roku 1655. Jsou zde uloženy ostatky svatých Maxima Greka a Antonije Medvěděva. |
| Успенский собор                                                                                                  | Chrám Zesnutí přesvaté Bohorodice                                                                     | 1559–1585          |         | Největší chrám kláštera, postavený po vzoru Chrámu Zesnutí přesvaté Bohorodice v Moskevském kremlu. Bohatá výzdoba interiérů byla provedena na příkaz cara Fjodora I. a jeho manželky Iriny Godunovové v letech 1585-1586. Uloženy jsou zde ostatky svatých Innokentije Moskevského a Makarije Něvského. |
| Святые ворота, Красная башня                                                                                     | Svatá brána, Červená věž                                                                              | 16. – 17. století. |         | Svatá brána je hlavním vchodem do kláštera, postaveným ve východní části hradeb. Nad bránou se tyčí 14 m vysoká Červená věž s 58 střílnami. Zdobný portál byl přistavěn roku 1807, střecha Červené věže se zlatou věžičkou pochází z roku 1856. Průchod Svatou branou je vymalován výjevy z života svatého Sergeje, na něj navazuje průchod pod Chrámem narození sv. Jana Křtitele, který je vyzdoben ve stejném duchu. |
| Церковь преподобного Никона Радонежского                                                                         | Chrám svatého Nikona Radoněžského                                                                     | 1623               |         | Tento malý kostelík se přimyká z jižní strany k Chrámu svaté trojice. Byl zbudován nad hrobem svatého Nikona Radoněžského. Jeho ostatky se tak nachází v zemi pod chrámem. V chrámu je také přechováván kámen z Božího hrobu. Na obrázku se jedná o nízkou bílou stavbu v popředí. |
| Храм преподобных Зосимы и Савватия Соловецких                                                                    | Chrám svatých Zosimy a Savvatije Soloveckých                                                          | 1635–1637          |         | Chrám byl postaven v rámci obnovy kláštera po polsko-litevském obléhání. Ke kostelu přiléhají pokoje místodržícího, Chrámový palác a klášterní knihovna. |
| Церковь Преподобного Сергия с Трапезной палатой (Трапезная церковь)                                              | Chrám svatého Sergeje s refektářem (Refektářní chrám)                                                 | 1686–1692          |         | Chrám je považován za jeden z nejlepších příkladů tzv. moskevského baroka. Přímo k chrámu přiléhala původně bohatě zdobená jídelna (refektář), která byla roku 1946 díky drobným úpravám začleněna do chrámu. |
| Царские Чертоги с церковью Покрова Божией Матери                                                                 | Carský palác s chrámem Pokrovu Bohorodice                                                             | 1686–1692          |         | Velká dvoupatrová budova v severní části kláštera, postavená ve stylu moskevského baroka. V jejím interiéru jsou dvě enfilády, jedny z prvních v Rusku. Palác sloužil původně jako rezidence pro cary, kteří přijeli navštívit klášter. Od roku 1814 slouží budova Moskevské duchovní akademii, pro jejíž potřeby byla uzpůsobena. Roku 1870 zde byl vybudován chrám Pokrovu Bohorodice. Vnitřní výmalba chrámu byla zhotovena v letech 1987-1988 žáky Moskevské duchovní akademie.                                                                                           |
| Церковь Рождества святого Иоанна Предтечи                                                                        | Chrám narození svatého Jana Křtitele                                                                  | 1693–1699          |         | Chrám je postaven v tzv. stroganovském stylu moskevského baroka. Navazuje na hlavní Svatou bránu kláštera a průchod s bohatými freskami vede přímo pod hlavním tělesem kostela. Postaven byl za prostředky kupců Stroganovových. |
| Надкладезная часовня                                                                                             | Kaple nad studnou                                                                                     | konec 17. století  |         | Zastřešený pramen údajně léčivé vody u jihozápadního konce Chrámu Zesnutí přesvaté Bohorodice. Studna samotná byla zbudována roku 1644, přesný rok výstavby kaple však není znám. Stavba je provedena ve stylu naryškinského baroka. Vnitřní výmalba pochází z 19. století. |
| Церковь Явления Пресвятой Богородицы со святыми апостолами Преподобному Сергию Радонежскому (Михеевская церковь) | Chrám zjevení přesvaté Bohorodice se svatými apoštoly svatému Segeji Radoněžskému (Michejevský chrám) | 1732–1734          |         | Kostelík byl vztyčen na příkaz carevny Anny Ivanovny nad hrobem svatého Micheje Radoněžského. Vnitřní výmalba pochází z 19. století. |
| Колокольня | Zvonice                                                                                               | 1740–1770          |         | Se svými 88 metry patřila zvonice Trojicko-sergijevské lávry po svém dokončení k nejvyšším stavbám v Rusku, dodnes je jednou z nejvyšších zvonic v zemi. Nachází se zde 42 zvonů, z nichž nejtěžší, nazývaný Car-kolokol, váží 72 tun a má 4,5 metru na výšku. Téměř všechny zvony jsou však kopie zhotovené v letech 2002–2004 jako náhrada za zvony zničené po říjnové revoluci. |
| Церковь Смоленской иконы Божией Матери Одигитрии                                                                 | Chrám smolenské ikony Matky Boží Odigitrije                                                           | 1746–1753          |         | Chrám se nachází na místě původní klášterní kuchyně. Na kuchyni se původně nacházela zázračná kopie Matky Boží Odigitrie ze Smolensku, vytesaná do kamene. Tato ikona, umístěná na vnější fasádě (na fotografii v bílém výklenku), dala název celému kostelu. Dnes můžete na svatostánku vidět pouze její kopii, originál je uložen v Sergijevskoposadském umělecko-historickém muzeu. |
| Митрополичьи покои с храмом во имя святого праведного Филарета Милостивого                                       | Komnaty metropolity s chrámem svatého spravedlivého Filareta Milosrdného                              | 1778               |         | Komnaty metropolity byly vystavěny na místě bývalých cel představeného kláštera. Nyní zde při návštěvě kláštera přebývá patriarcha moskevský a celé Rusi. Součástí je malý domácí chrám, který byl vysvěcen roku 1949. |
| Сень над крестом                                                                                                 | Přístřešek nad křížem                                                                                 | 1872               |         | Elegantní přístřešek s křížem byl postaven nad fontánou s léčivou vodou z Uspenského pramene. Uprostřed fontány je kříž, z něhož tryská voda. |

## Fotogalerie

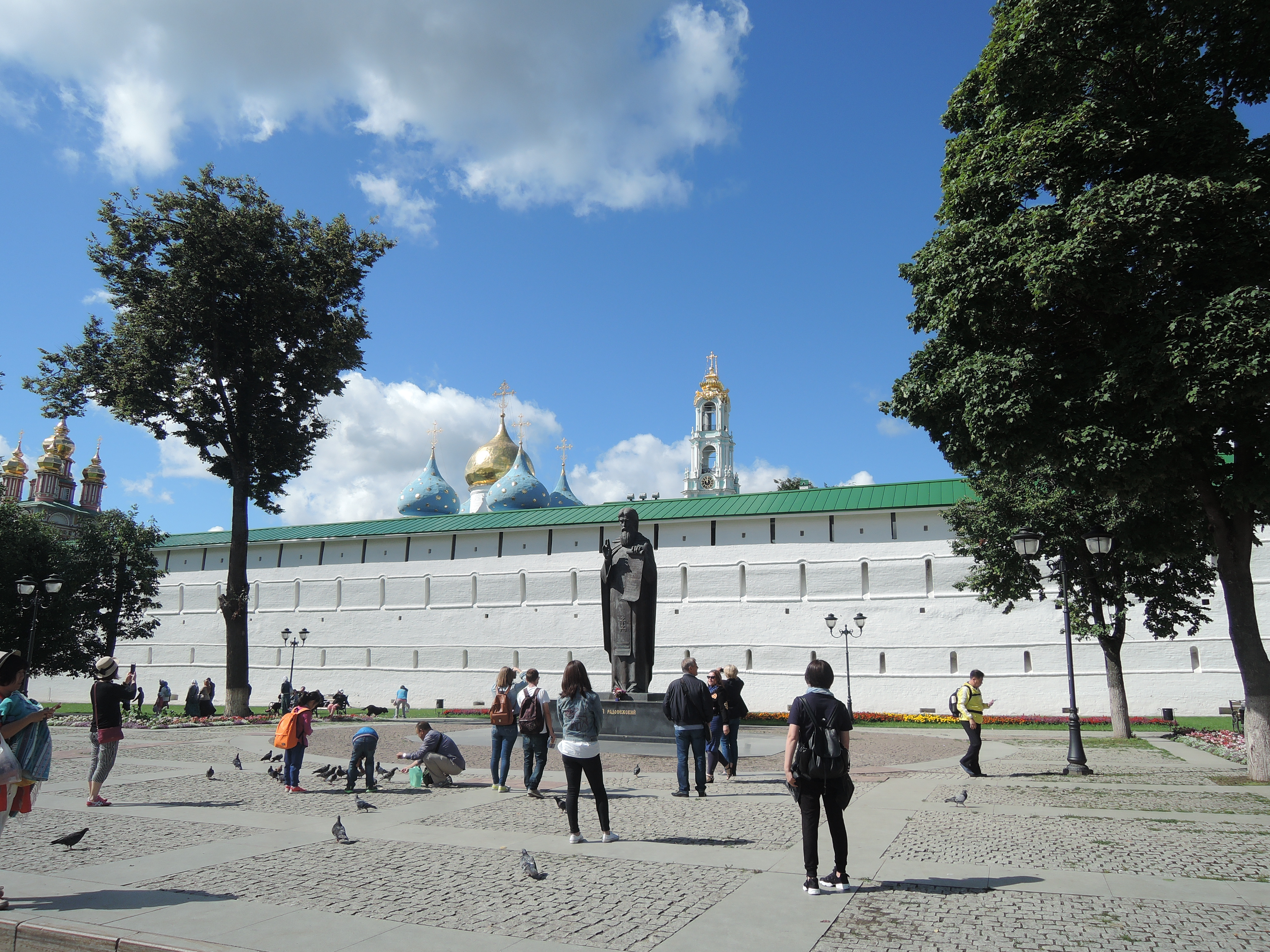
Socha sv. Sergeje před hradbou
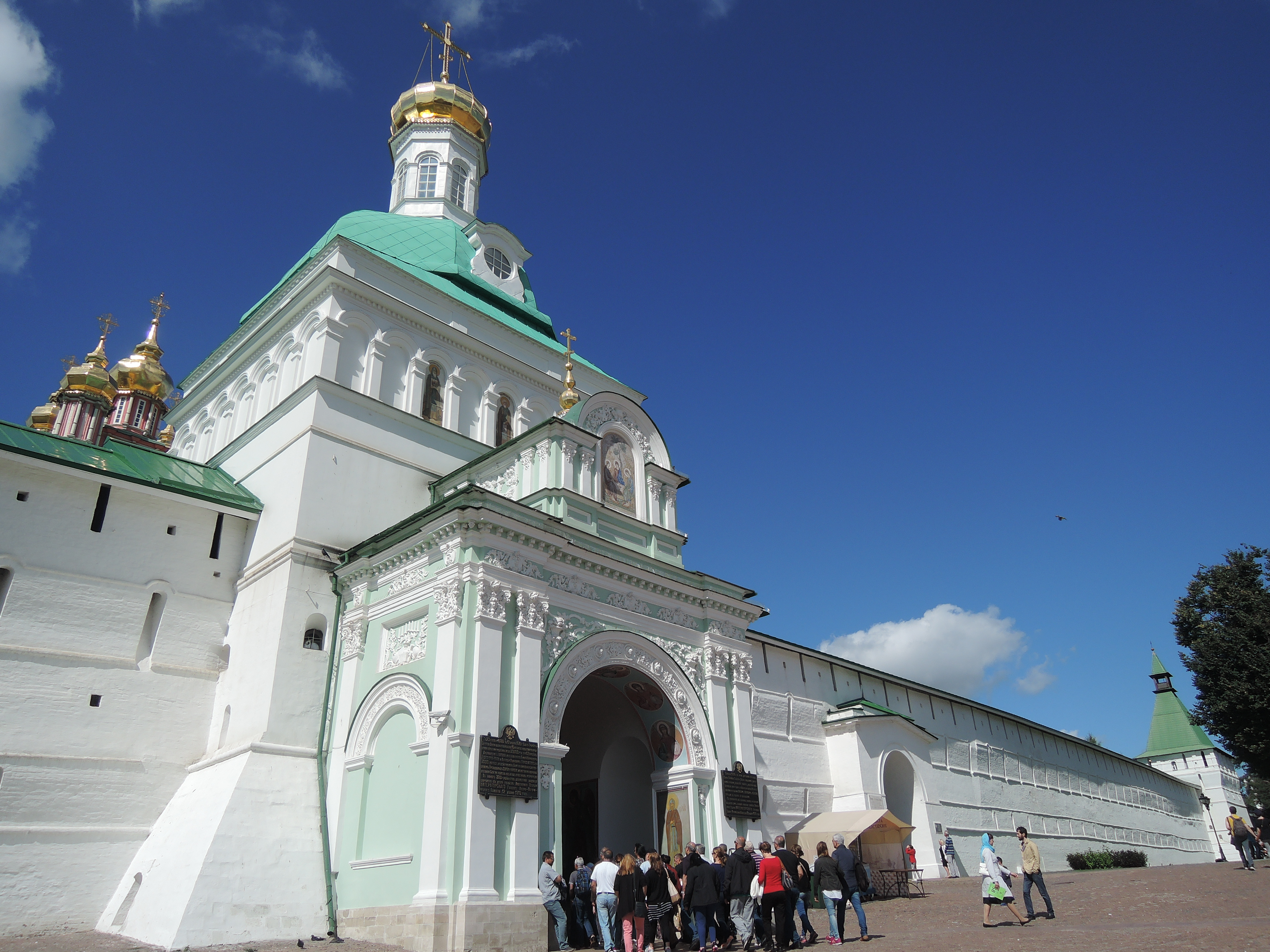
Svatá brána
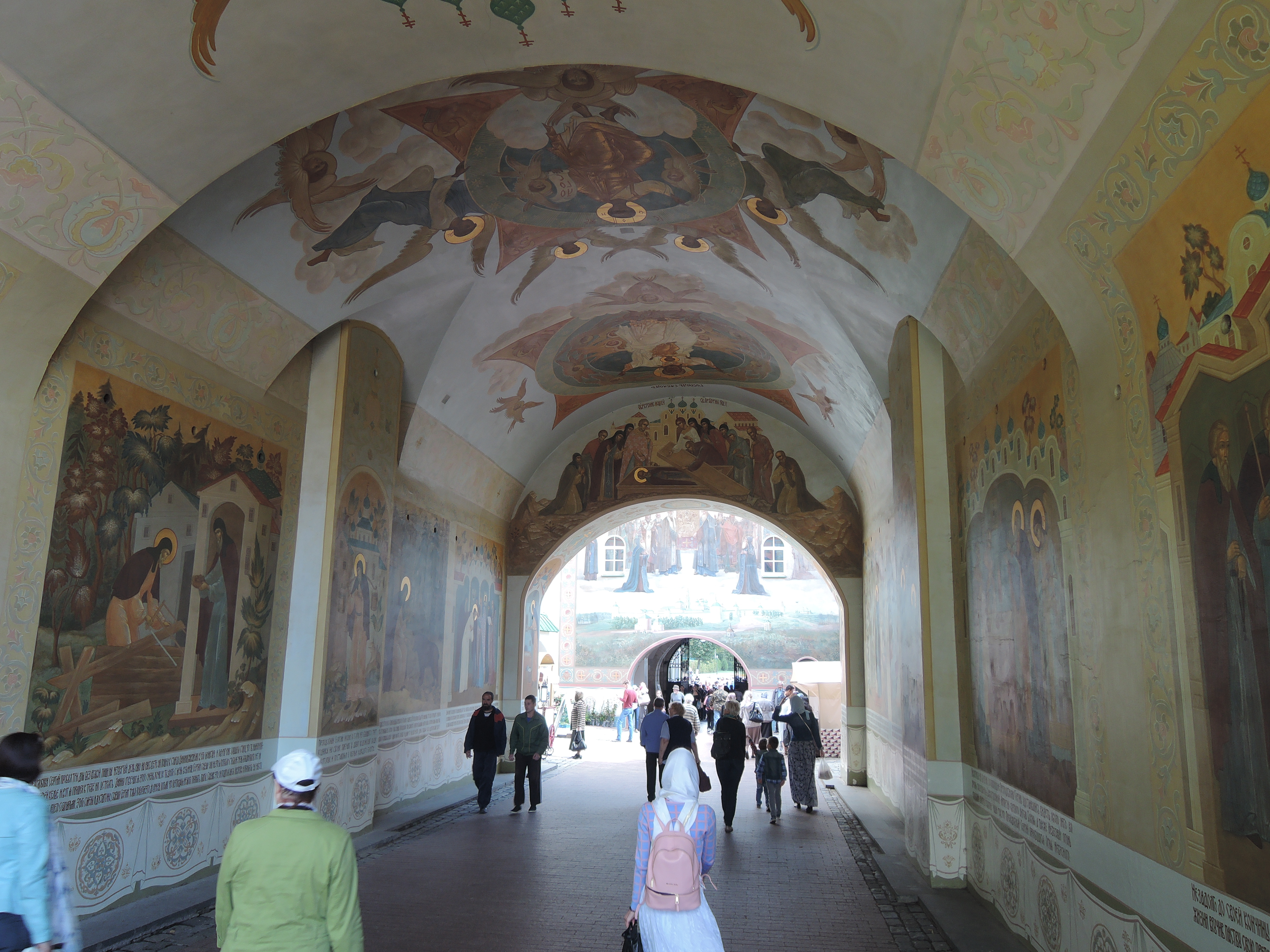
Fresky ve vstupní bráně
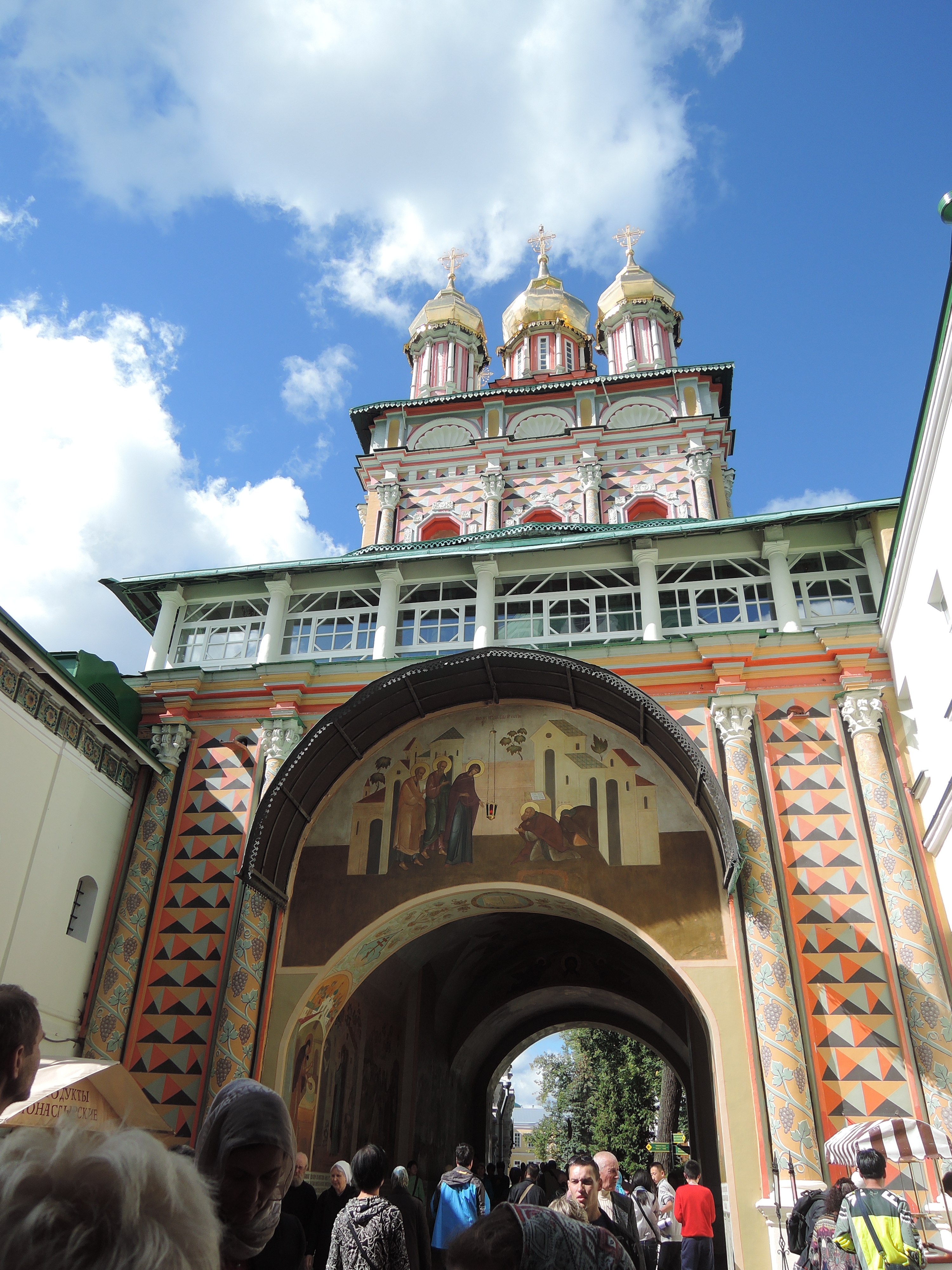
Chrám narození svatého Jana Křtitele
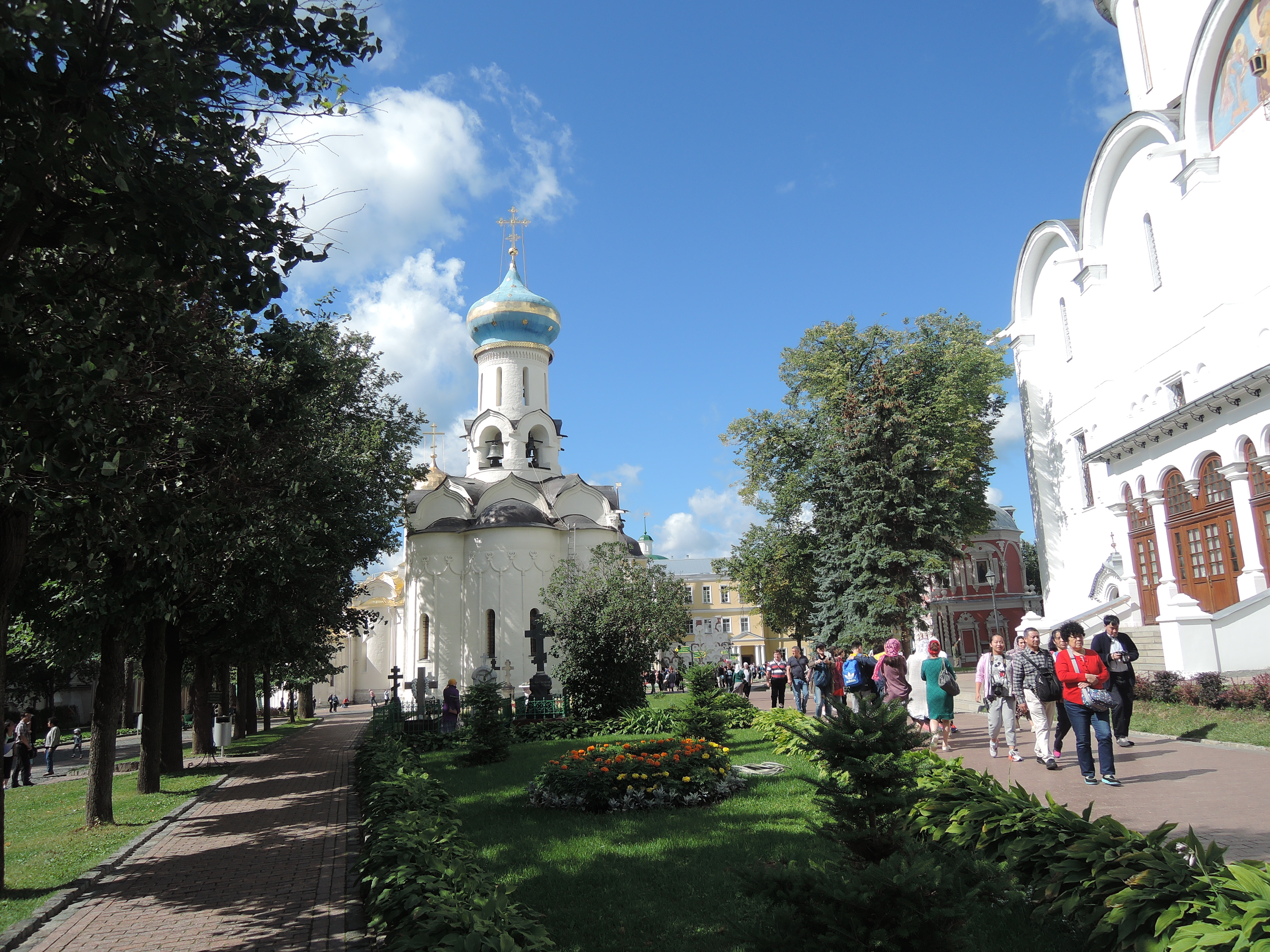
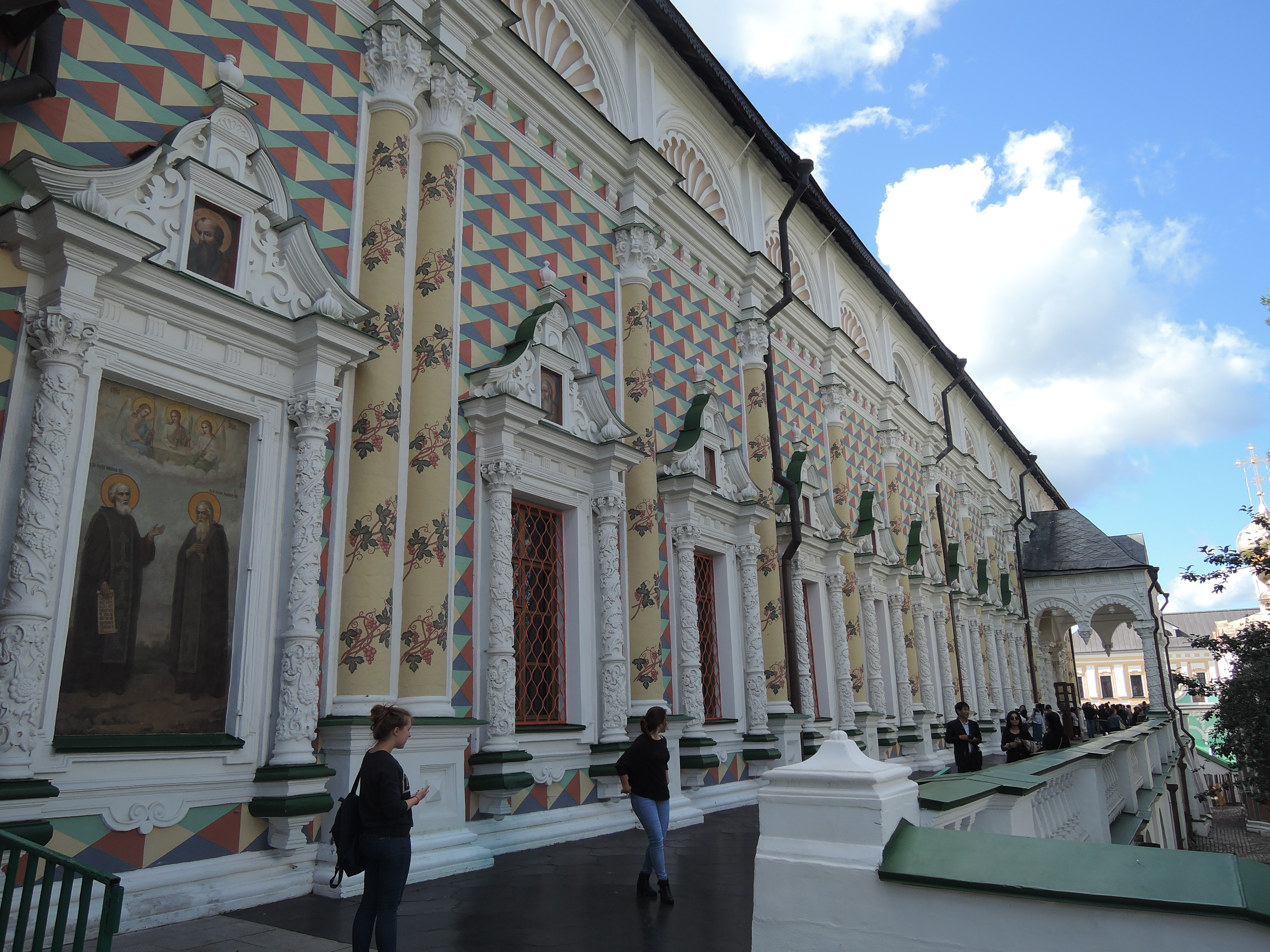
Refektářní chrám
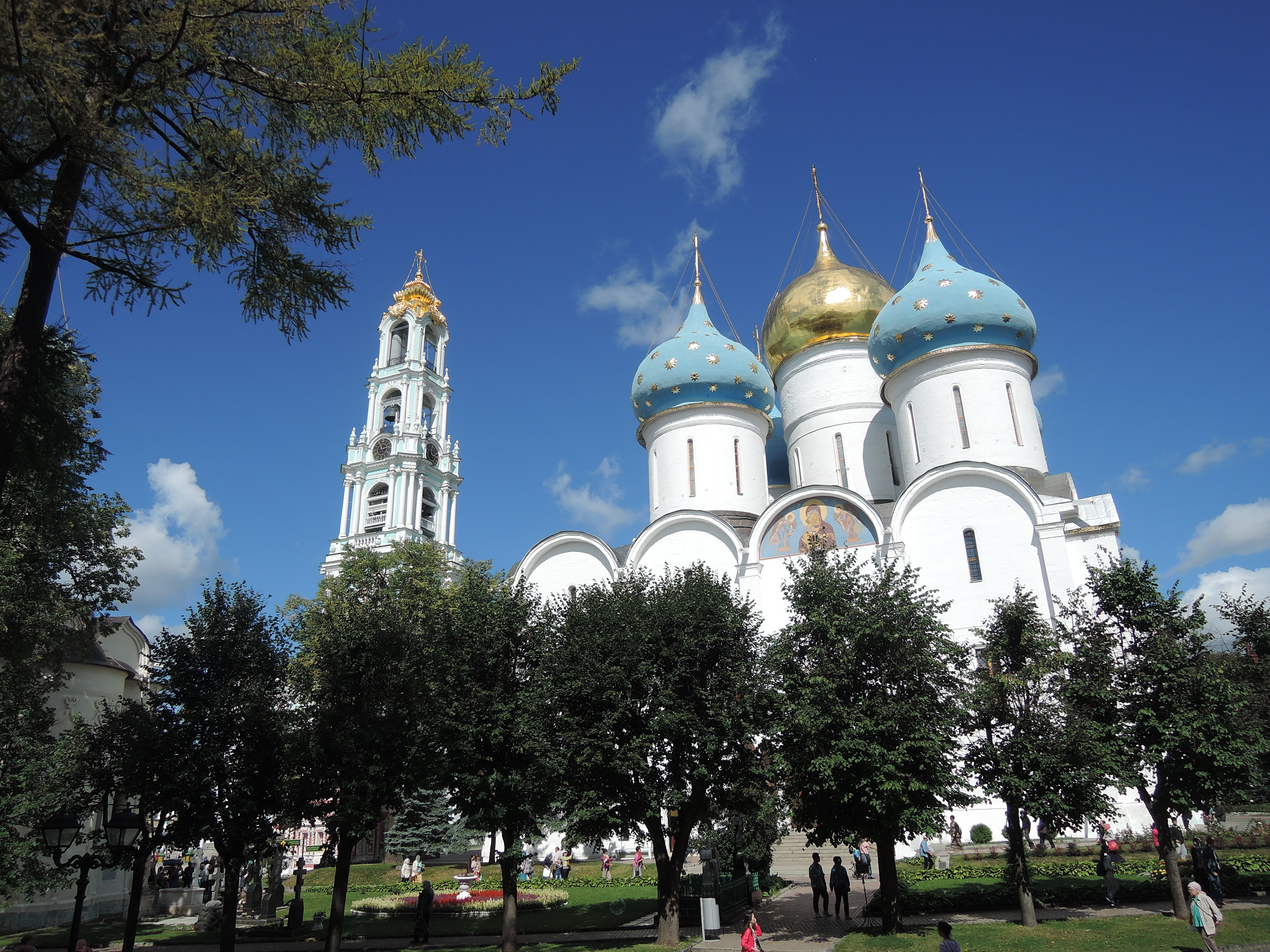
Chrám Zesnutí přesvaté Bohorodice a zvonice
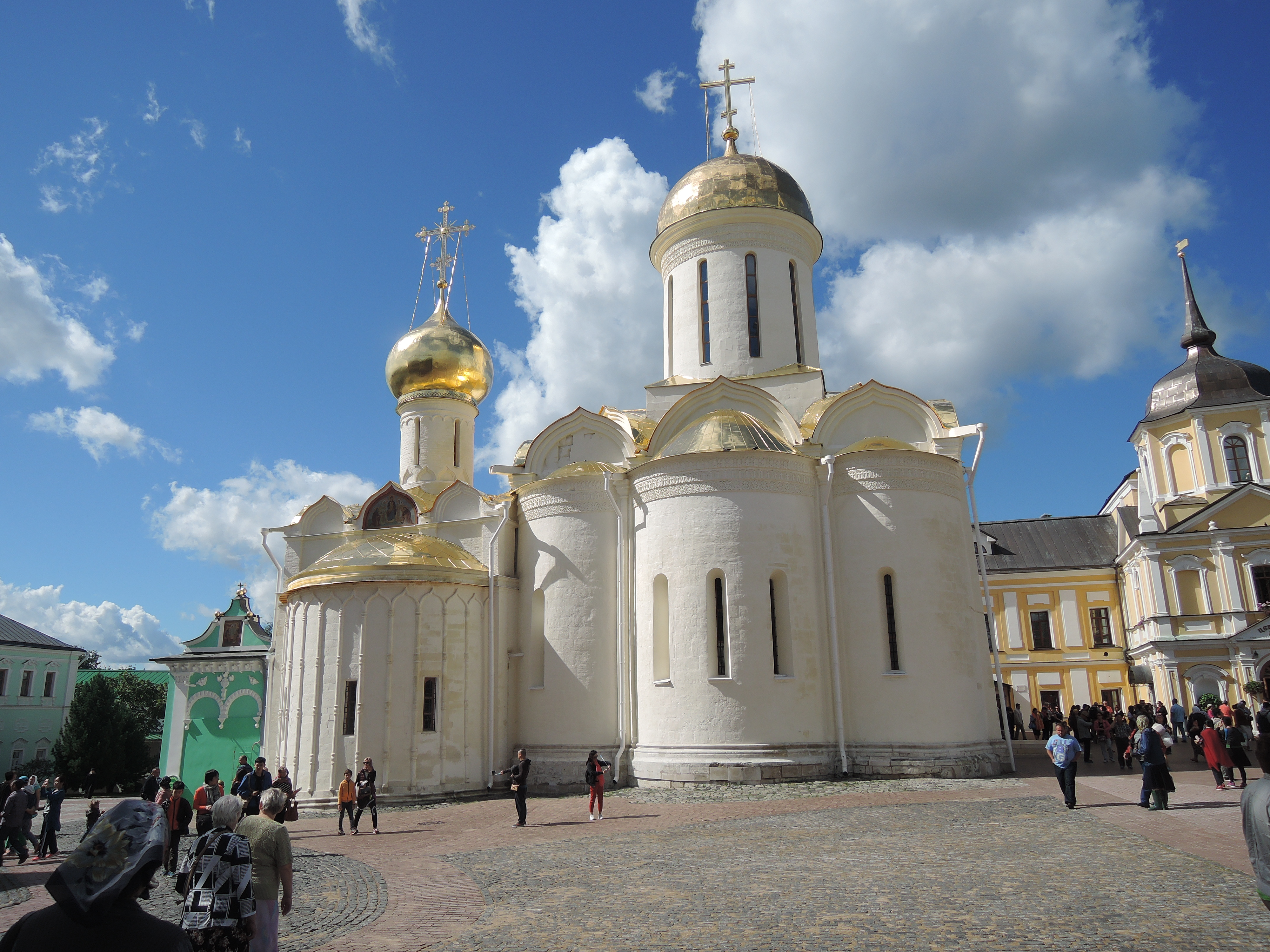
Chrám svaté trojice
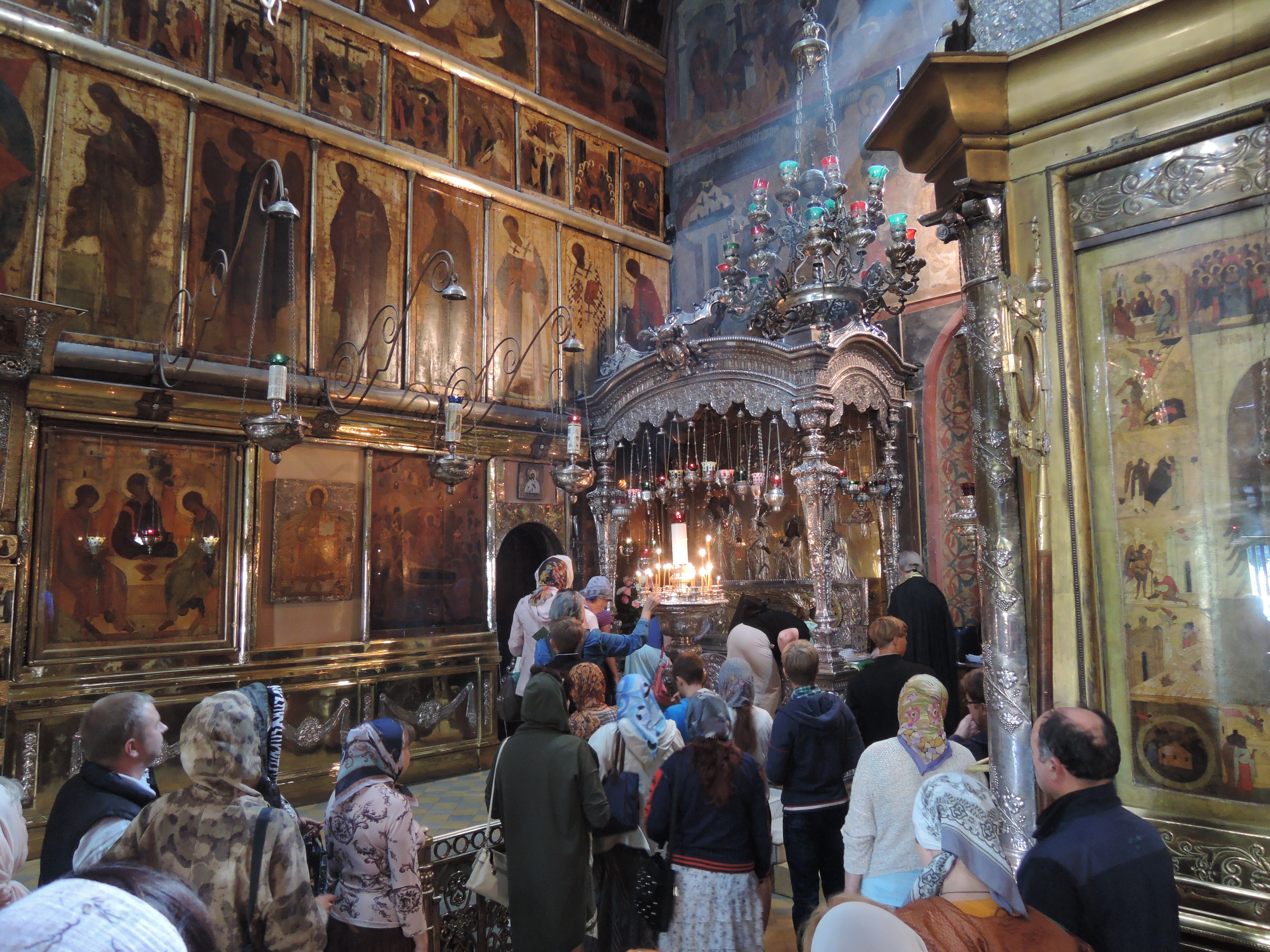
Hrob sv. Sergeje Radoněžského
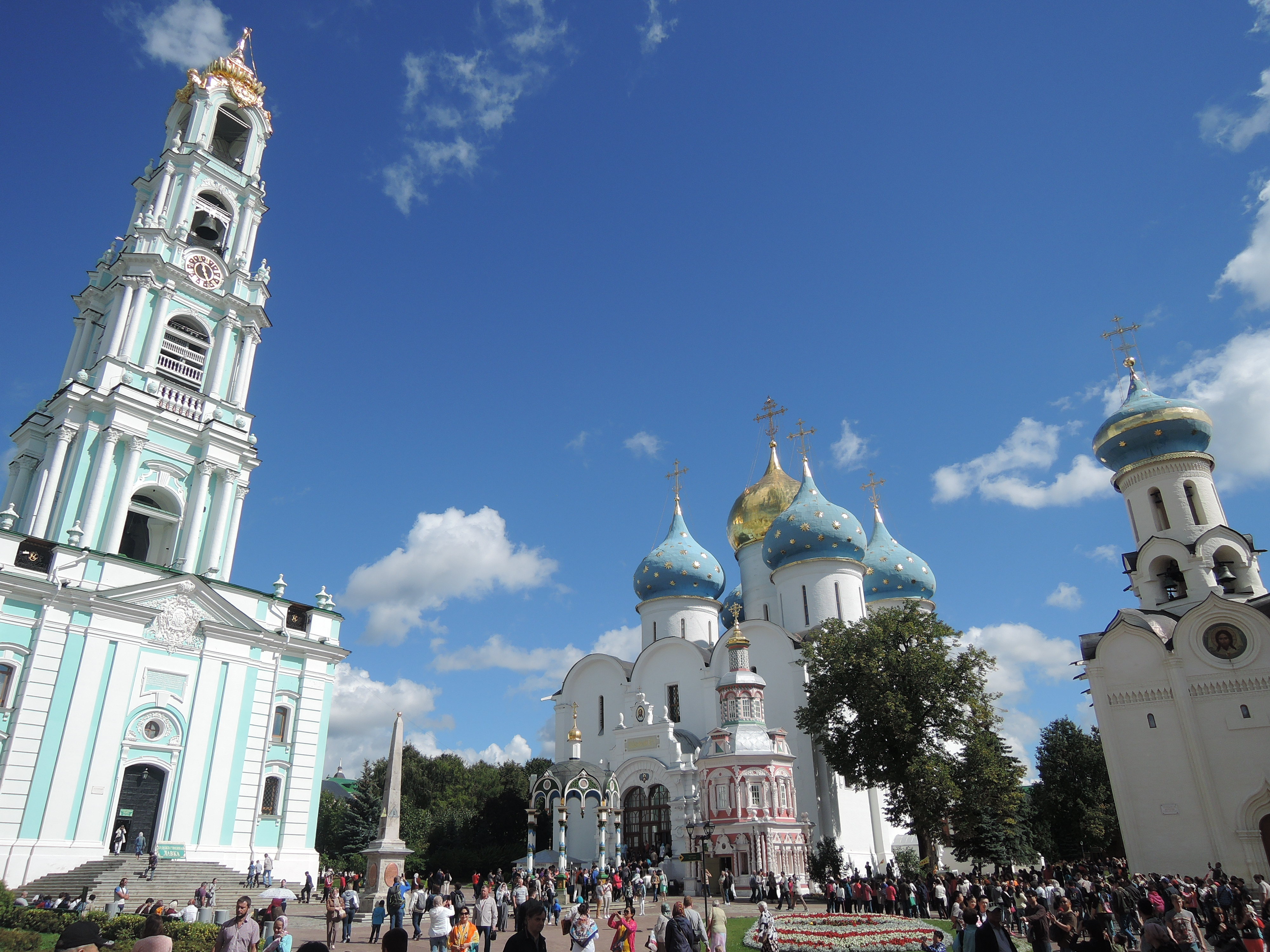
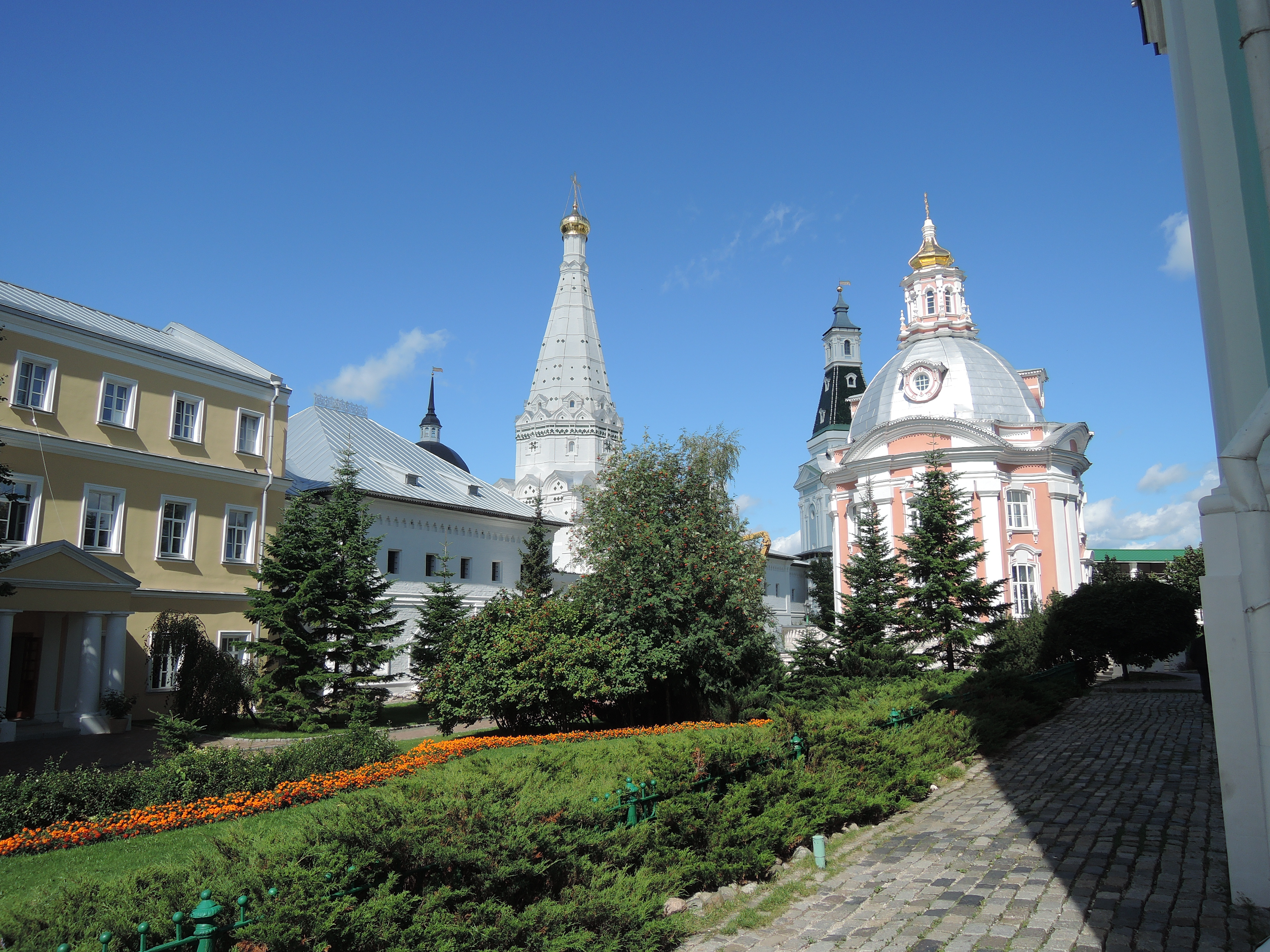
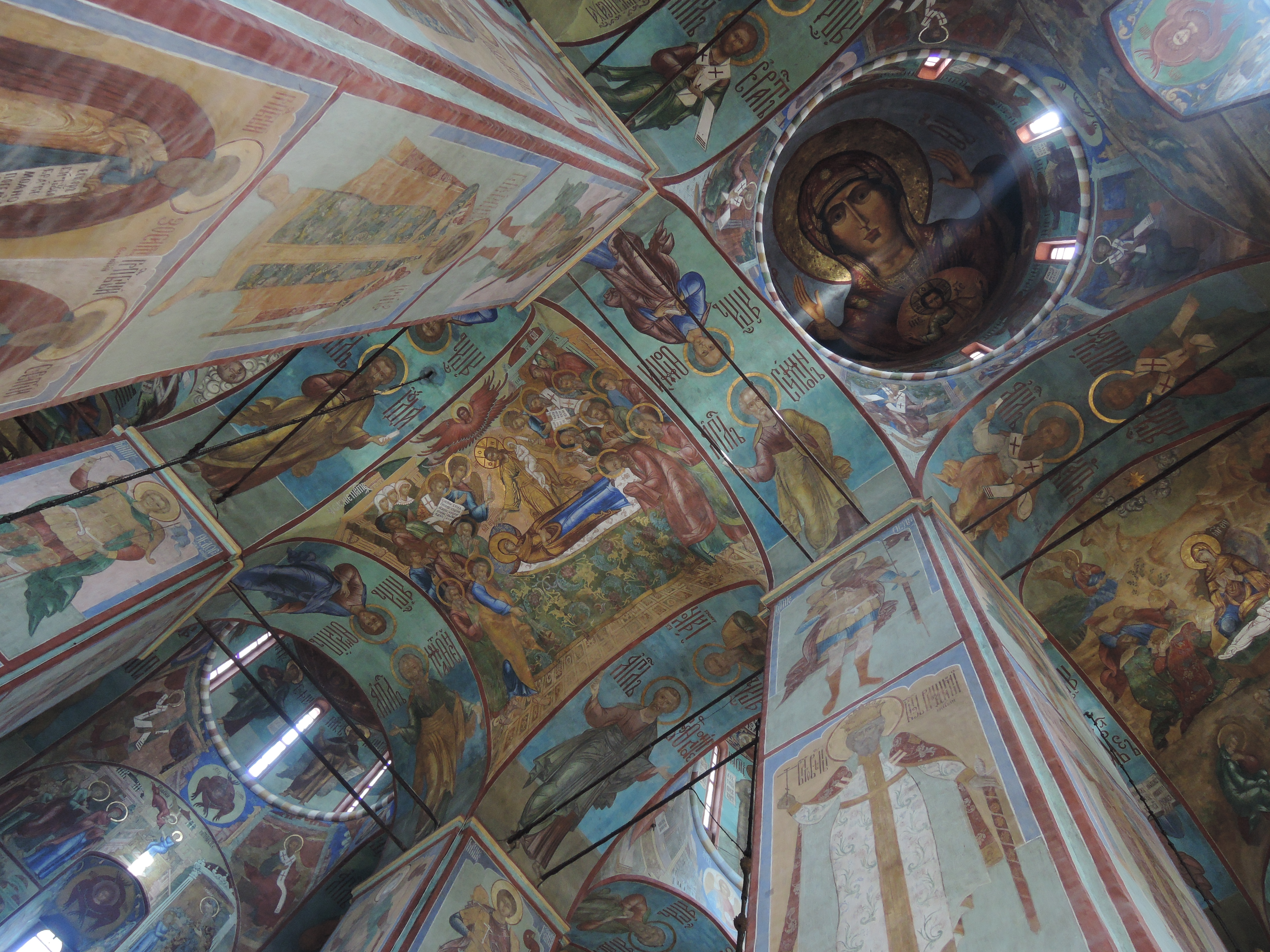
Interiér Chrámu Zesnutí přesvaté Bohorodice
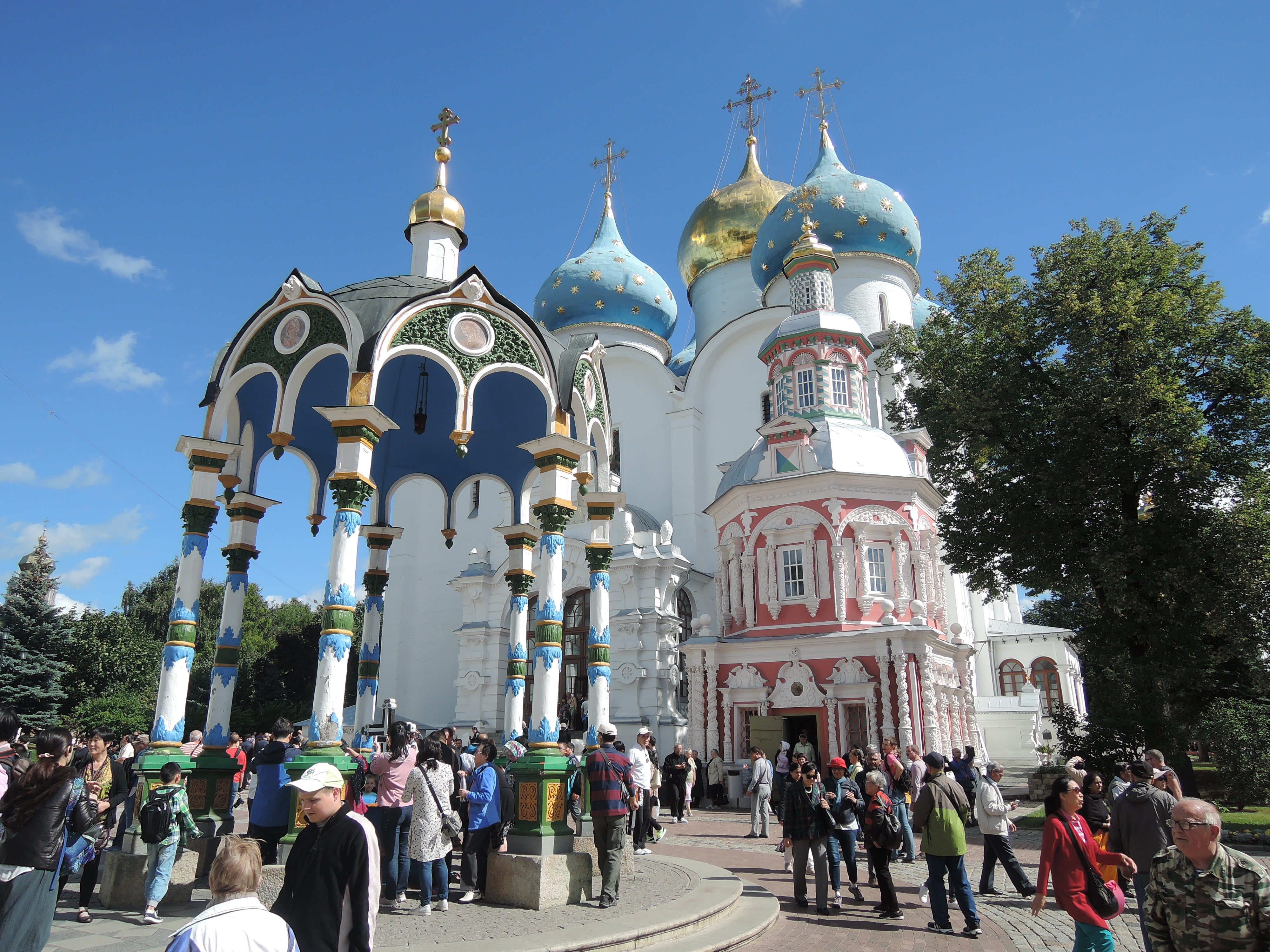
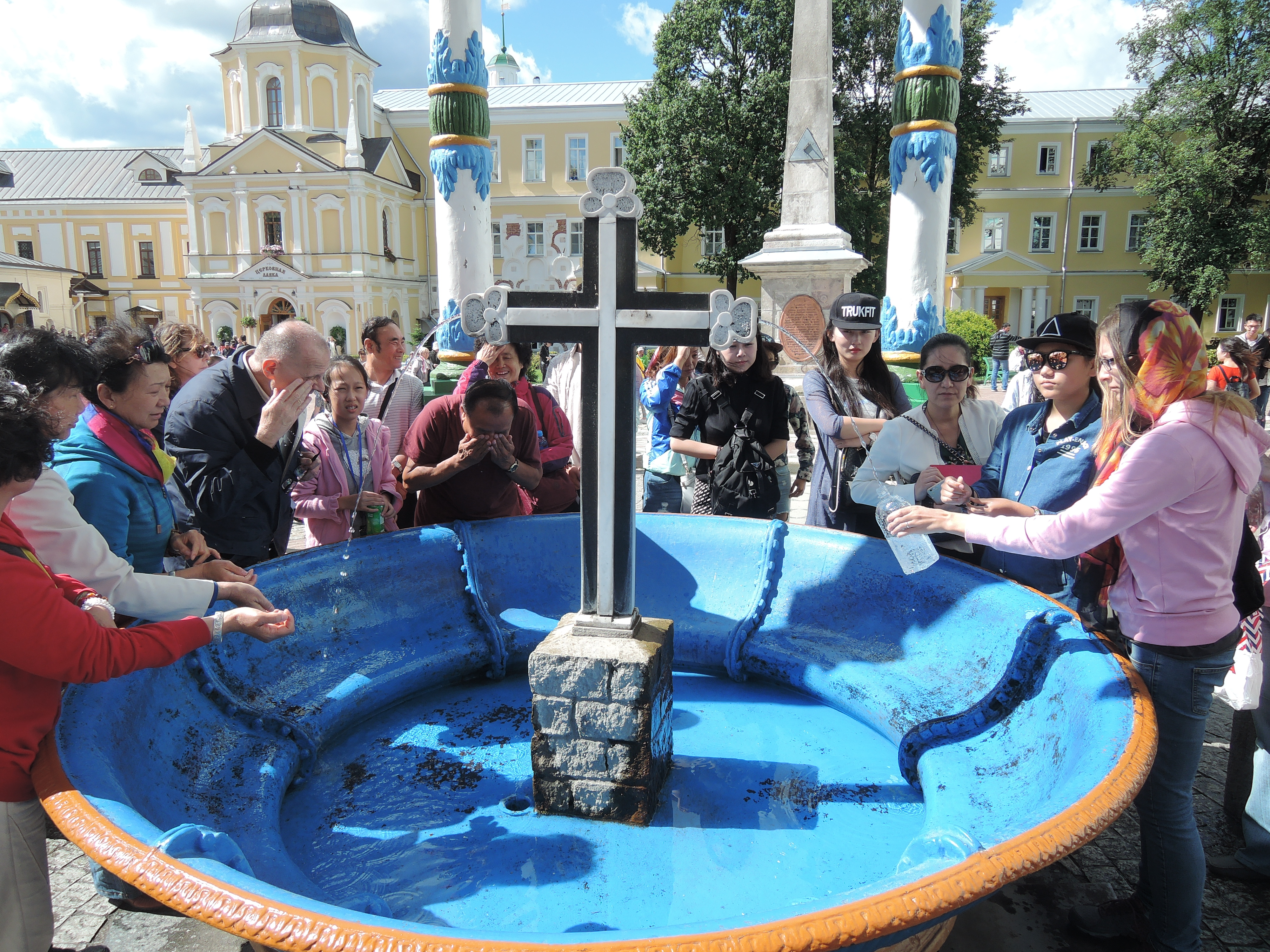
Léčivá voda
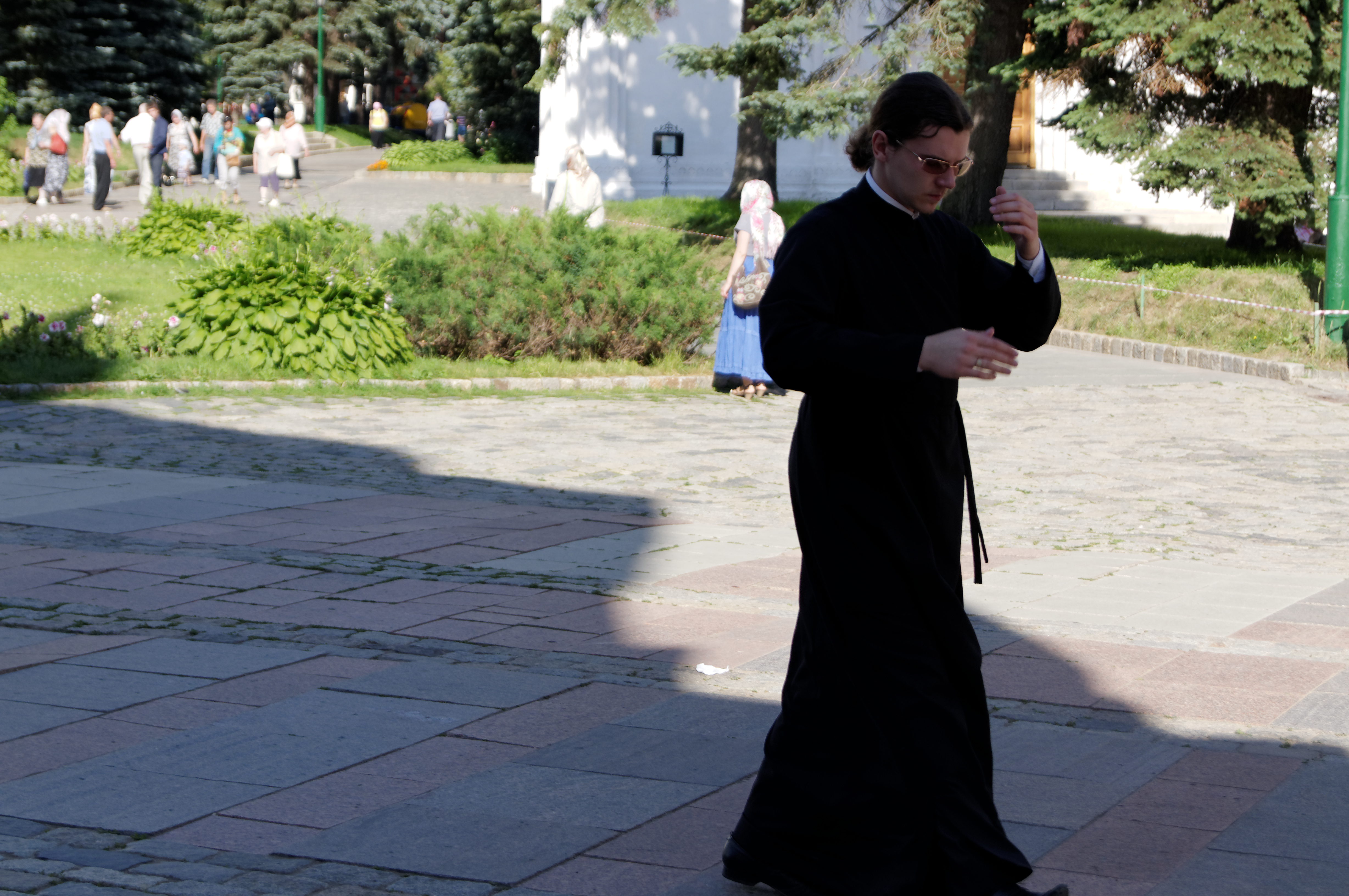
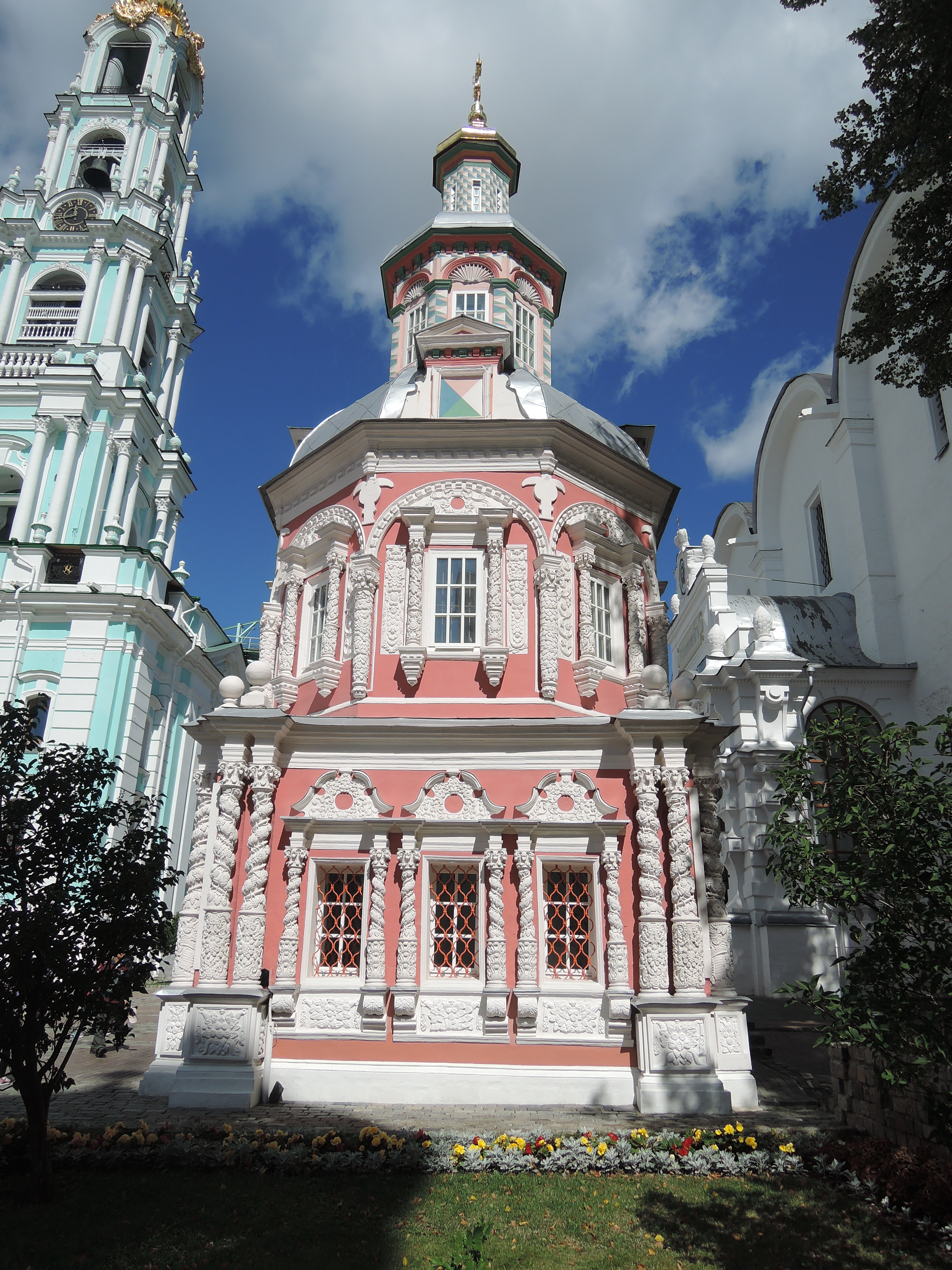
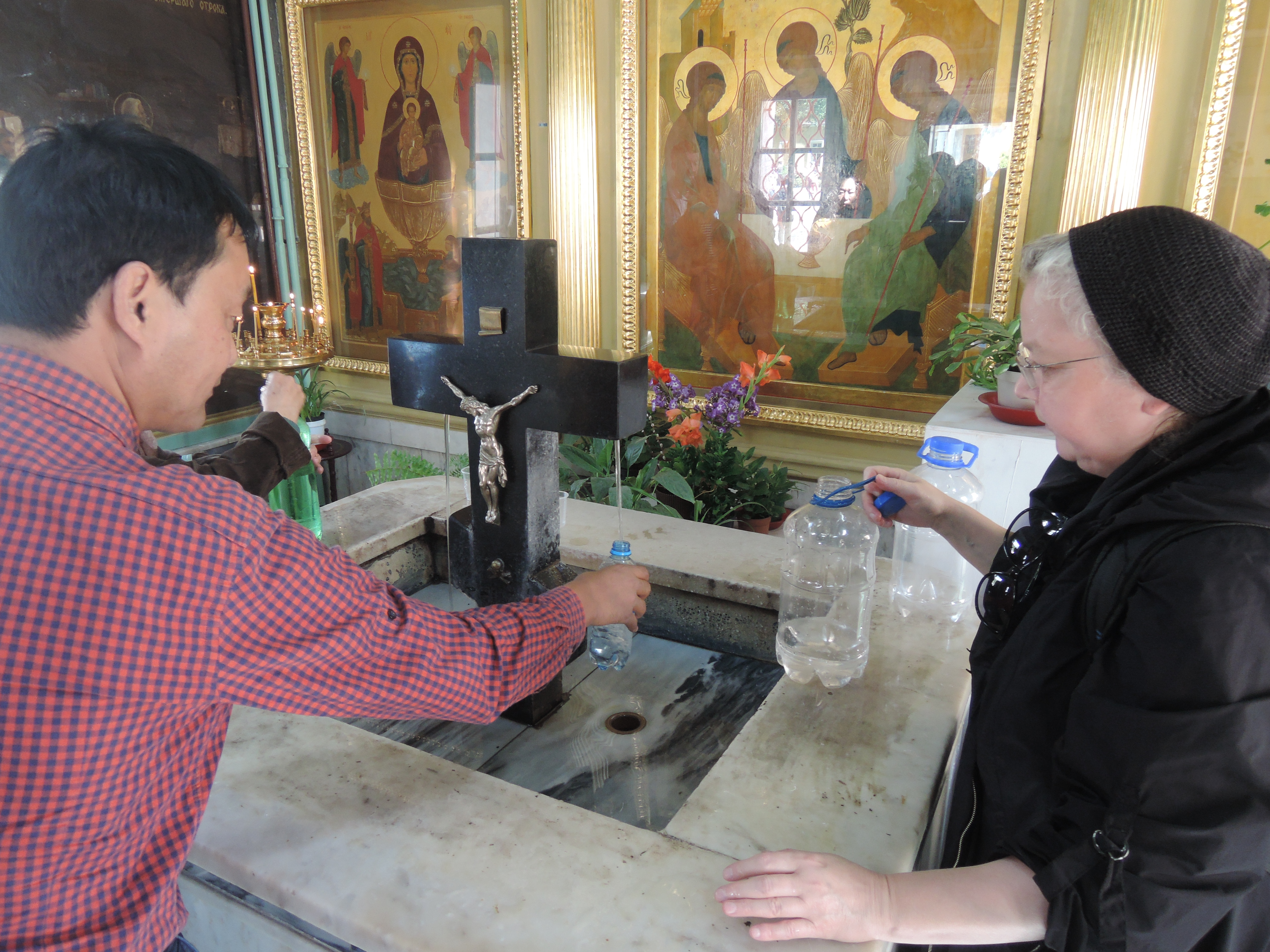
Interiér Kaple nad studnou
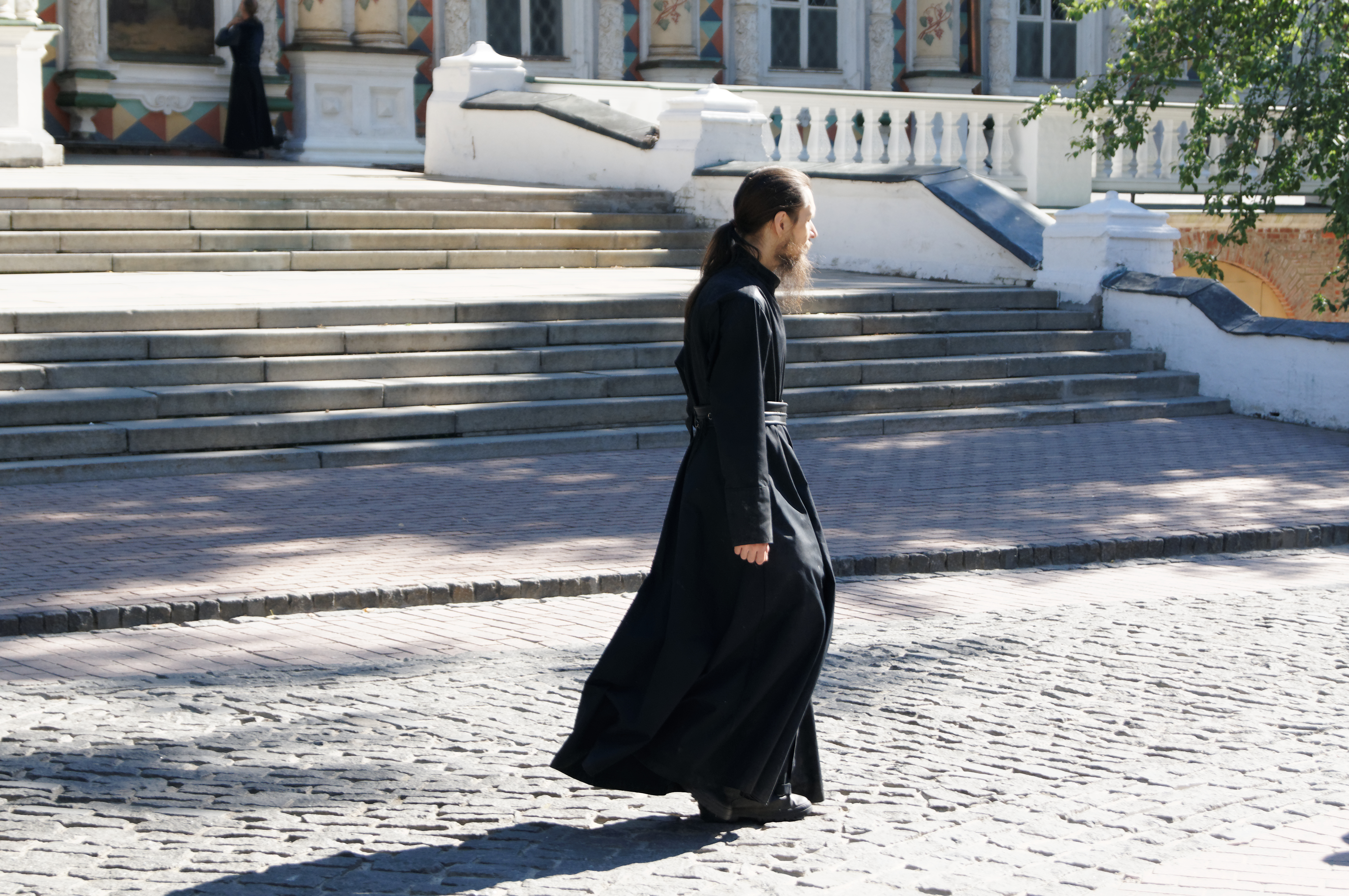
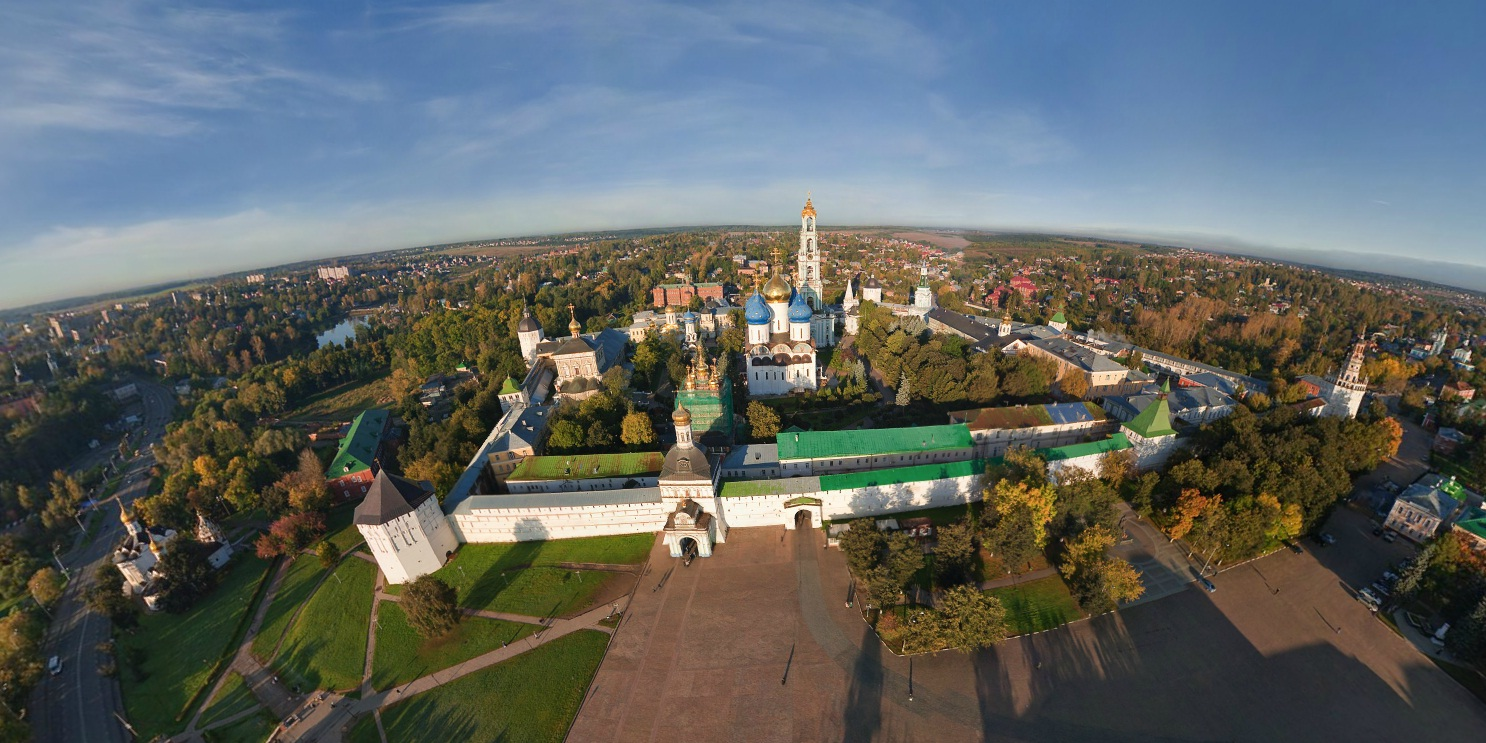
Klášter z ptačí perspektivy